# A Goldberg család epizódjainak listája
Ebben a szócikkben található A Goldberg család című amerikai szituációs komédia epizódjainak listája.

## Évados áttekintés
| Évad | Évad | Részek száma | Részek száma | Eredeti sugárzás     | Eredeti sugárzás | Eredeti adó | Magyar sugárzás     | Magyar sugárzás    | Magyar adó            |
| Évad | Évad | Részek száma | Részek száma | Évadbemutató         | Évadzáró         | Eredeti adó | Évadbemutató        | Évadzáró           | Magyar adó            |
| ---- | ---- | ------------ | ------------ | -------------------- | ---------------- | ----------- | ------------------- | ------------------ | --------------------- |
|      | 1.   | 23           | 23           | 2013. szeptember 24. | 2014. május 13.  | ABC         | 2016. november 8.   | 2017. január 24.   | Comedy Central        |
|      | 2.   | 24           | 24           | 2014. szeptember 24. | 2015. május 13.  | ABC         | 2017. január 24.    | 2017. április 18.  | Comedy Central        |
|      | 3.   | 24           | 24           | 2015. szeptember 23. | 2016. május 18.  | ABC         | 2017. július 11.    | 2017. december 12. | Comedy Central        |
|      | 4.   | 24           | 24           | 2016. szeptember 21. | 2017. május 17.  | ABC         | 2018. január 2.     | 2018. április 29.  | Comedy Central        |
|      | 5.   | 22           | 22           | 2017. szeptember 27. | 2018. május 16.  | ABC         | 2019. június 18.    | 2019. július 17.   | Comedy Central        |
|      | 6.   | 23           | 23           | 2018. szeptember 26. | 2019. május 7.   | ABC         | 2019. szeptember 2. | 2019. október 2.   | Comedy Central        |
|      | 7.   | 23           | 23           | 2019. szeptember 25. | 2020. május 13.  | ABC         | 2020. november 2.   | 2020. december 2.  | Comedy Central        |
|      | 8.   | 22           | 22           | 2020. október 21.    | 2021. május 19.  | ABC         | 2021. november 6.   | 2021. december 11. | Comedy Central Family |
|      | 9.   | 22           | 22           | 2021. szeptember 22. | 2022. május 18.  | ABC         |                     |                    | n.a                   |
|      | 10.  | 22           | 22           | 2022. szeptember 21. | 2023. május 3.   | ABC         |                     |                    | n.a                   |

## Évadok

### Első évad (2013-2014)
| Sor. | Év. | Cím                                                        | Rendező              | Író                                | Premier                                | Nézettség   |
| --- | --- | ---------------------------------------------------------- | -------------------- | ---------------------------------- | -------------------------------------- | ----------- |
| 1. | 1.  | A vezetés körforgása (The Circle Of Driving)               | Seth Gordon          | Adam F. Goldberg                   | 2013. szeptember 24. 2016. november 8. | 8,94 millió |
| A 11 éves Adam F. Goldberg bemutatja családját és mindennapjait a nyolcvanas években. Bátyja, Barry egy autót szeretne kapni a születésnapjára, miután megszerezte a jogosítványt. Nővére, Erica a családi autót szeretné vezetni, és ezért hajbakapnak Barryvel. Eközben nagyapja, Papi hirtelen túl öreg lesz a vezetéshez, ezért muszáj lesz Barrynek megtanulnia vezetni. |     |                                                            |                      |                                    |                                        |             |
| 2. | 2.  | Apa-lánya nap (Daddy Daughter Day)                         | Seth Gordon          | Adam F. Goldberg                   | 2013. október 1. 2016. november 8.     | 6,06 millió |
| Adam menő ruhákat szeretne a hetedik osztály első napjára, Beverly viszont nem szeretné, hogy a kisfia olyan gyorsan felnőjön, ezért gyerekesebb ruhadarabokat néz neki. Papi ezt látva menőbb ruhákat vesz neki, Beverly azonban szándékosan magas hőfokon mossa ki őket, hogy összemenjenek. Erica pubertása óta Murray óvakodik a lánya életével foglalkozni, ezért Beverly ráveszi, hogy menjen el vele egy apa-lánya napra. A görkoriteremben kötnek ki, az eleinte kínos napon Murray végre nyitottabb lesz, de rájön, hogy tényleg nem ért a lánya női dolgaihoz. Zene: Styx - Come Sail Away |     |                                                            |                      |                                    |                                        |             |
| 3. | 3.  | Mini Murray (Mini Murray)                                  | Troy Miller          | Alex Barnow & Marc Firek           | 2013. október 8. 2016. november 15.    | 5,76 millió |
| Barry vadonatúj Reebok Pump kosárcipőket akar szerezni, de nem kap rá pénzt Murraytől. Azt mondja neki, dolgozzon meg érte, ezért munkát ajánl neki a bútorboltban. Barry remek eladónak mutatkozik, de amikor átveszi Murray szokásait, az apja kirúgja őt. Adam és Papi elszöknek megnézni a Poltergeist-et a moziban. A film ijesztőbb, mint gondolta, és később is annyira fél, hogy az anyjával együtt alszik. Beverly ezt kihasználva direkt hozza a frászt a fiára. Zene: Whitesnake - Here I Go Again |     |                                                            |                      |                                    |                                        |             |
| 4. | 4.  | Miért pofozod magad? (Why're You Hitting Yourself?)        | Jason Ensler         | Sally Bradford                     | 2013. október 15. 2016. november 15.   | 5,05 millió |
| Adam és Barry felfedeznek egy kódolt pornócsatornát a tévében, és ez közel hozza egymáshoz őket. Murray gyanúsnak találja a dolgot, ezért megkéri Ericát, hogy tartsa szemmel őket. Beverly nehezményezi, hogy az apja nála fiatalabb nőkkel randevúzgat, ezért elhatározza, hogy összehozza egy, a korához sokkal jobban passzoló nővel. |     |                                                            |                      |                                    |                                        |             |
| 5. | 5.  | A gyűrű (The Ring)                                         | Seth Gordon          | Matt Tarses                        | 2013. október 22. 2016. november 22.   | 5,20 millió |
| Garázstakarítás közben a gyerekek rálelnek egy dobozra, amiben Murray szerelmes levelei vannak, melyeket egy bizonyos Anitának címzett. Beverly közben rájön, hogy a jegygyűrűje pontosan ugyanaz, mint amit Murray az exmenyasszonyának szánt. Murraynek nincs más választása, vennie kell egy újat. Közben Adam szerelmes lesz a szomszéd lányba, Dana Caldwellbe, és Papitól kér tanácsot, hogyan hívja randizni. Szerelme megvallására a "Mondhatsz bármit" című film híres jelenetét utánozza le. |     |                                                            |                      |                                    |                                        |             |
| 6. | 6.  | A szellemirtók (Who Are You Going to Telephone?)           | Victor Nelli         | Chris Bishop                       | 2013. október 29. 2016. november 22.   | 5,43 millió |
| Beverly csalódott, mert a családtagjai nem akarják együtt tölteni a Halloweent, hanem mindenki a saját programját intézi. Adam egy idősebb sráccal, Evan Turnerrel tölti az estét és gyűjti a cukorkákat, amivel csalódást okoz Papinak. Az este hamarosan vandalizmusba csap át, és a Goldberg-ház is megsínyli az akciót, amikor tojással dobálják meg. Murray három hétre megbünteti Adamet és eltiltja minden tojásos ételtől. Közben Barry egy divatmodell lányra, Lexi Bloomra hajt, és amikor Beverly ezt megtudja, úgy dönt, a fia után megy a Halloween-bulira, hogy meggyőzze a lányt, menjen el a fiával a bálba. Murray ügyetlensége miatt valaki elviszi az összes cukorkát a ház elől. Zene: Ray Parker Jr. - Ghostbusters                     |     |                                                            |                      |                                    |                                        |             |
| 7. | 7.  | Hívj fel, ha odaértél (Call Me When You Get There)         | Michael Patrick Jann | Michael Weithorn                   | 2013. november 5. 2016. november 29.   | 4,89 millió |
| Most, hogy Barry végre vezethet autót, Beverly fontos szabályokat szab meg neki. A legfontosabb, hogy bárhová is megy, azonnal hívja fel őt, hogy rendben megérkezett. Barry utálja az őt gúzsba kötő szabályok miatt, ezért Ericától kér tanácsot. A segítségével el is jut egy erdei bulira, a probléma csak az, hogy ott egyáltalán nincs telefon. Beverly egy elsősegély-riasztós nyakláncot vesz Papinak, aki visszautasítja azt, de hamarosan megbánja, amikor elesik és nem tud felkelni. |     |                                                            |                      |                                    |                                        |             |
| 8. | 8.  | A Kremp család (The Kremps)                                | Victor Nelli         | Darlene Hunt                       | 2013. november 12. 2016. november 29.  | 5,12 millió |
| A Goldberg család találkozik Krempékkel, egy ízig-vérig amerikai családdal. A közös barbecuezásnak azonban kaotikus vége lesz, mert Goldbergék sokkal harsányabbak, ami megrémíti Virginia Krempet. A gyerekeket eltiltják egymástól, és ez Adam és új barátja, Chad Kremp számára is nagy kihívás. Végül Beverly hatására megoldódik a probléma. Eközben Barry és Erica azon vitatkozik, hogy ki mikor telefonálhat a lakás egyetlen készülékén. Zene: Starship - Nothing's Gonna Stop Us Now |     |                                                            |                      |                                    |                                        |             |
| 9. | 9.  | Vitás hálaadás (Stop Arguing and Start Thanking)           | Matt Sohn            | Lew Schneider                      | 2013. november 19. 2016. december 6.   | 5,03 millió |
| Hálaadáskor Murray öccse, Marvin megjelenik, és a kettejük közötti régi feszültség ismét kiújul. Murray eleinte büszke, mert Marvin azt állítja, rendes munkája van, ám kiderül, hogy ez nem egészen igaz. Beverly mindent bevet, hogy a hálaadás ennek ellenére is tökéletes legyen, és el akarja érni, hogy hálát mondjanak neki. Adam és Barry a saját kitalált sportjukat játsszák, és amikor Barry legelőször veszít, közöttük is kialakul a háború. |     |                                                            |                      |                                    |                                        |             |
| 10. | 10. | Bevásárlás (Shopping)                                      | David Katzenberg     | Niki Schwartz-Wright               | 2013. december 3. 2016. december 6.    | 4,56 millió |
| Barryt folyamatos balszerencse sújtja, Papi pedig megpróbálja őt ebből a helyzetből kihozni, és kegyes hazugságával megfordítja a szerencséjét. Erica egy üzletben kezd el dolgozni, Beverly pedig kihasználja a neki járó alkalmazotti kedvezményt. Amikor emiatt kirúgással fenyegetik meg, Erica becsempész a következő vásárláskor a táskájába egy parfümöt, hogy bolti tolvajláson kapják az anyját és így ki legyen tiltva. Beverly és Erica összekapnak, Erica pedig azt mondja neki, hogy az ő anyasága az nem munka. Válaszul Beverly sztrájkba lép. |     |                                                            |                      |                                    |                                        |             |
| 11. | 11. | Kara-te (Kara-te)                                          | Seth Gordon          | Andrew Secunda                     | 2013. december 10. 2016. december 13.  | 4,77 millió |
| Az éves tehetségkutatón Barry karateszámmal szeretne fellépni, amiről a tanára lebeszéli, mert fél, hogy a többi iskolás szekálni fogja ezután. Beverlynek hála aztán mégis bemutathatja a produkcióját, ami elég gyatra, ezért Murray közbelép, hogy ne égjen le a fia. Közben Papi megpróbálja meggyőzni Ericát, hogy ő is lépjen fel és énekeljen. |     |                                                            |                      |                                    |                                        |             |
| 12. | 12. | Láb alatt vagy (You're Under Foot)                         | Seth Gordon          | Michael J. Weithorn                | 2014. január 7. 2016. december 13.     | 5,28 millió |
| Beverly panaszkodik, hogy Papi túl sok időt tölt otthon, ezért Murray visszaviszi őt a bútorüzletbe, ahol nyugdíjazásáig dolgozott. Hamarosan annyira belejön a dolgokba, hogy már Murray-t is elkezdi kritizálni. Adam úgy véli, az első csókja hamarabb megesik Danával, ha eltünteti a szobájából a gyerekkori játékait. |     |                                                            |                      |                                    |                                        |             |
| 13. | 13. | Anyáskodó anyák (The Other Smother)                        | Michael Patrick Jann | Stacey Harmon                      | 2014. január 14. 2016. december 20.    | 4,89 millió |
| Beverly és egy másik anyuka, Betsy Riverstone rivalizálása folytatódik, amikor Erica és Barry számára keresnek a másiknál jobb egyetemi helyeket. Közben kiderül, hogy Erica éveken át hazudozott a család előtt arról, hogy hány iskola utáni plusz tevékenységen vett részt. Adam és Murray ki akarják venni a videotékából az Indiana Jones és a végzet temploma című filmet, csakhogy mivel Murray elfelejtette időben visszavinni a Jégtörők kazettáját, ezért nagy késedelmi pótlék fizetése mellett kitiltják őt. |     |                                                            |                      |                                    |                                        |             |
| 14. | 14. | Résnyire nyitott ajtó (You Opened the Door)                | David Katzenberg     | Alex Barnow & Marc Firek           | 2014. január 21. 2016. december 20.    | 4,71 millió |
| Adam és Dana először táncolnának együtt az iskolai bálon, de hátráltatja őket a körülmény, hogy Beverly felügyeletet vállalt a rendezvényen. Adam mindent megpróbál bevetni, hogy távol tartsa az anyját. Közben Murray szexuális felvilágosítást tart Barrynek. |     |                                                            |                      |                                    |                                        |             |
| 15. | 15. | Muszklis Mirsky (Muscles Mirsky)                           | Claire Scanlon       | Matt Tarses                        | 2014. február 4. 2016. december 27.    | 4,93 millió |
| Miután Barry azt mondja Adamnak, hogy fiúk és lányok nem lehetnek barátok, Adam tévedésből azt hiszi, hogy szerelmes lett Emmy Mirskybe, miután kapcsolata Danával válságon megy keresztül. Beverly és Erica között állandóak a viták, ezért nem bízik meg a lányában. Amikor egy kilesett naplóbejegyzés miatt konfliktus kerekedik közöttük, Erica azt hazudja, hogy a moziba menne Lainey-vel - valójában azonban egy egyetemi tógapartin köt ki. |     |                                                            |                      |                                    |                                        |             |
| 16. | 16. | Igazi kincsvadászok (Goldbergs Never Say Die!)             | David Katzenberg     | Adam F. Goldberg & Aaron Kaczander | 2014. március 4. 2016. december 27.    | 4,16 millió |
| Miután Adam látta a Kincsvadászokat, teljesen a film rabjává válik. Erica és Barry úgy döntenek, megviccelik őt egy hamisított térképpel. Adam bekapja a csalit, és barátaival kincsvadászatra indul. Közben kiderül, hogy Papi a folytonos nagylelkűsége miatt teljesen leégett, így meg kellene találni, hol felejtette a családi ékszereket, melyből nyerhetne egy kis fedezetet. Miután a család nem találja, a kincsvadászokra vár a feladat, hogy megtalálják. |     |                                                            |                      |                                    |                                        |             |
| 17. | 17. | Jégre teszlek (Lame Gretzky)                               | David Katzenberg     | Chris Bishop                       | 2014. március 11. 2017. január 3.      | 4,41 millió |
| Adam próbál jó hokijátékos lenni, hogy megfeleljen az apjának - miközben Beverly úgy véli, hogy emiatt csak elnyomja az igazi hobbiját, a filmezést. Barry próbálja meg tanítani őt, de ezzel csak azt éri el, hogy egy meccsre eltiltják. Végül apa és fia is megbékülnek. Erica felfedezi, hogy jó esélye lenne bekerülni egy menő egyetemre - Beverly viszont szabotálja a próbálkozásait, mert azt szeretné, ha egy lakóhelyhez közelebbire járna. |     |                                                            |                      |                                    |                                        |             |
| 18. | 18. | A te érdekedben (For Your Own Good)                        | Victor Nelli         | Niki Schwartz-Wright               | 2014. március 18. 2017. január 3.      | 4,74 millió |
| Beverly elajándékozza Murray kedvenc ülőalkalmatosságát, ami miatt kitör a családi háború. Adamet egy nyolcadikos, J.C. Spink kezdi el terrorizálni az iskolabuszon, akitől Barry védi meg - hamarosan azonban ő lesz a busz réme. Végül J.C. és Adam összebarátkoznak, és közösen állítják le Barryt. |     |                                                            |                      |                                    |                                        |             |
| 19. | 19. | Az elnöki erőnléti felmérés (The President's Fitness Test) | Victor Nelli         | Chris Bishop & Aaron Kaczander     | 2014. április 1. 2017. január 10.      | 4,68 millió |
| Adam ideges a közeledő testnevelési felmérés miatt, főleg a húzódzkodás miatt, amit nem tud megcsinálni. Beverly akár Reagan elnökig is hajlandó lenne elmenni, hogy a fiának ne kelljen, Adam viszont egy kamu igazolással akar kimaradni, amivel csak elodázza a tesztjét. Murray, akiről kiderül, hogy nem tud úszni, az úszásoktatásért cserébe edzi a fiát. Barry megpróbál ráhajtani Erica náluk lakó francia levelezőtársára, kevés sikerrel. |     |                                                            |                      |                                    |                                        |             |
| 20. | 20. | Anyátlan szülinap (You're Not Invited)                     | Michael Patrick Jann | Lew Schneider                      | 2014. április 8. 2017. január 10.      | 4,45 millió |
| Adam izgatottan várja a lézertermes születésnapi buliját, de mivel csókolózni szeretne Danával, ezért komolyabb bulit szerveztet Barryvel. Beverly azonban nem tudhat a dologról, mert ő a fiának egy igazi kisfiús születésnapot szeretne. A buli rémes lesz, és Dana javaslatára mégis a lézerteremben kötnek ki, és csókolóznak. Közben Murray és Papi a tévében szeretnék nézni Al Capone széfjének élőben közvetített kinyitását, miközben kiderül, hogy Murray elfelejtette a fia születésnapját. |     |                                                            |                      |                                    |                                        |             |
| 21. | 21. | A sötétség kora (The Age of Darkness)                      | Roger Kumble         | Stacy Harman & Andrew Secunda      | 2014. április 29. 2017. január 17.     | 4,81 millió |
| Drew Kemp, Erica nagy szerelme váratlanul szakít a lánnyal, és vigasztalhatatlan lesz. Beverly egy egyetemistával szervez neki randit Lainey születésnapjára, de végül Murray lesz az, aki megmenti a helyzetet. Barry teljesen a rabjává válik egy játéktermi játéknak, így mindenkitől negyeddollárosokat kunyerál. Amikor pedig nem kap, elkezdi eladogatni a dolgait. Zene: Huey Lewis and the News - The Power of Love |     |                                                            |                      |                                    |                                        |             |
| 22. | 22. | Barry birokra kel (A Wrestler Named Goldberg)              | Ken Marino           | Sally Bradford & Vanessa McCarthy  | 2014. május 6. 2017. január 17.        | 4,15 millió |
| Barry csatlakozik az iskolai birkózókörhöz, hogy imponáljon Lexi Bloomnak, de ott úgy viselkedik, mint egy pankrátor. Mivel erről Beverly nem tudhat, ezért azt mondják neki, hogy az iskolai musicalben fog szerepelni. Közben Erica (aki titokban kedveli a Star Wars-t) és Adam sorban állnak, hogy bejuthassanak A Jedi visszatér premier-vetítésére. Zene: Europe - The Final Countdown |     |                                                            |                      |                                    |                                        |             |
| 23. | 23. | A legenda (Livin' on a Prayer)                             | Claire Scanlon       | Chris Bishop & Adam F. Goldberg    | 2014. május 13. 2017. január 24.       | 4,26 millió |
| Murray volt középiskolájában megdöntik a szabaddobás-rekordját kosárlabdában. Beverly elviszi oda a tiszteletére rendezett ünnepségre, de csúnyán leég. Barry továbbra is hajt Lexi Bloom-ra, ezért bulit szervez, hogy imponáljon neki, de ott is csúnyán leég. Papi azt javasolja Ericának, hogy segítsen a bátyján és hívja meg a barátait, aminek az lesz a következménye, hogy egyre több és több ember jelenik meg a Goldberg-házban, míg a szülők távol vannak. Mikor azonban hazaérnek, rettentő dühösek lesznek, de Murray megengedi, hogy egy egész nyári szobafogság fejében legalább tíz percre jól érezhesse magát. Ekkor előadja sajátos táncát, majd Lainey megcsókolja őt, hogy féltékennyé tegye Lexit. Zene: Bon Jovi - Livin' On A Prayer |     |                                                            |                      |                                    |                                        |             |

### Második évad (2014-2015)
| Sor. | Év. | Cím                                                               | Rendező           | Író                                 | Premier                               | Nézettség   |
| --- | --- | ----------------------------------------------------------------- | ----------------- | ----------------------------------- | ------------------------------------- | ----------- |
| 24. | 1.  | Szerelmix kazetta (Love Is a Mixtape)                             | Seth Gordon       | Alex Barnow                         | 2014. szeptember 24. 2017. január 24. | 7,31 millió |
| Adam készít egy válogatáskazettát Danának, amire Beverly tévedésből azt hiszi, hogy neki készült. Barry hamis személyi igazolvány felmutatásával próbál bevágódni a végzős évfolyam előtt, de Mellor edző elkobozza azt. Zene: Chicago - You're The Inspiration |     |                                                                   |                   |                                     |                                       |             |
| 25. | 2.  | Mama dráma (Mama Drama)                                           | David Katzenberg  | Marc Firek                          | 2014. október 1. 2017. január 31.     | 7,09 millió |
| Adam elmegy az iskolai Jézus Krisztus Szupersztár musical meghallgatására, remélve, hogy megkapja a főszerepet. Meglepetésre nem sikerül neki, mire Beverly egy saját műsort kezd el szervezni, a fiával a főszerepben. Ezzel azonban csak magára haragítja Danát. Közben Barry megharagszik apjára, amiért mindig kihagyja a sportrendezvényeit, mert korábban hazaindul a dugók elkerülése miatt. |     |                                                                   |                   |                                     |                                       |             |
| 26. | 3.  | Zene szüleinknek (The Facts of Bleeping Life)                     | Fred Savage       | Chris Bishop & Adam F. Goldberg     | 2014. október 8. 2017. január 31.     | 7,32 millió |
| Barry és Adam megfogadják, hogy nő soha nem állhat közéjük. Barrynek máris sikerül megszegnie a fogadalmát, amikor az általuk alapított rockbandába beveszi Ericát és Lainey-t, amit Adam annyira ellenez, hogy ki is lép. Végül a lányokkal is elmérgesedik a viszonya Barrynek, amikor őt is kirakják a saját együtteséből. A két testvér kibékül, és egy zenekari csatával akarják lenyomni a lányokat, sikertelenül. A viszályt Murray oldja meg, akinek az érzelmessége (megújítja házassági fogadalmát Beverlyvel) megindítja a fiatalokat is. Barry szerelmet vall Lainey-nek, aki elutasítja őt, de ez nem töri le a fiút. Zene: The Bangles - Eternal Flame                 |     |                                                                   |                   |                                     |                                       |             |
| 27. | 4.  | Játssz még (Shall We Play a Game?)                                | David Katzenberg  | Niki Schwartz-Wright & Mac Marshall | 2014. október 22. 2017. február 7.    | 7,05 millió |
| Barry és barátai megalapítják a JTB-t, aminek Adam is szeretne a tagja lenni. Ennek érdekében elhiteti velük, hogy be tud törni az iskola számítógépes rendszerébe, hogy jobb jegyeket kapjanak. Valójában titokban tanítja őket, és tényleg jobb jegyeket kapnak, de amikor kiderül a dolog, a JTB kirúgja Adamet és Barryt is. Hogy visszaszerezze bátyjának a barátait, segít neki ellopni a Germantown kabalaállatát. Beverly féltékeny lesz Erica egyik barátnőjének anyjára, aki szerinte menőbb, mint ő. |     |                                                                   |                   |                                     |                                       |             |
| 28. | 5.  | Nem hagyjuk cserben Beverlyt (Family Takes Care of Beverly)       | Claire Scanlon    | Lew Schneider                       | 2014. október 29. 2017. február 7.    | 6,91 millió |
| Papit egy tűzeset miatt kiteszik a lakásából, ezért a családhoz költözik, Beverly pedig mindenáron marasztalni akarja, még akkor is, amikor öregek otthonába költözne. Barry megmenti Ericát egy veszélyes cukorkakeverék elfogyasztásától, és cserébe egy randit kér Lainey-vel. Erica becsapja őt, de végül mégis megkapja a randit, miután véletlenül megeszi azt a cukorkát, amitől megvédte a nővérét, és kórházba kerül, ahol Lainey meglátogatja és egy szelet pizzán is megosztoznak. |     |                                                                   |                   |                                     |                                       |             |
| 29. | 6.  | A labda (Big Baby Ball)                                           | David Katzenberg  | Marc Firek                          | 2014. november 12. 2017. február 14.  | 7,54 millió |
| Mellor edző kipécézi Adamet egy kidobósjáték közben, ami felbőszíti Beverlyt, és végül eléri, hogy kirúgják a testnevelőtanárt. Murray megsajnálja őt és felveszi a bútorboltba, amit később megbán. Barry dühös lesz, mert Erica sokkal jobb nála egy társasjátékban. |     |                                                                   |                   |                                     |                                       |             |
| 30. | 7.  | Hálaadás Goldberg-módra (A Goldberg Thanksgiving)                 | Jay Chandrasekhar | Chris Bishop                        | 2014. november 19. 2017. február 14.  | 7,70 millió |
| Hálaadás napján Beverly és Erica fogadást kötnek. Erica nyer, ezzel pedig megteheti, hogy az ünnepet Laineyvel tölthesse inkább. Marvin bácsi ismét meglátogatja a családot, ami Murrayt frusztrációval tölti el, mert Adam több időt tölt el vele, mint vele. Papi rábeszéli Ericát, hogy maradjon itthon, Adam és Murray pedig új családi szokást vezetnek be: videójátékokkal játszanak, miközben Erica és Beverly együtt főznek. Zene: John Parr - St. Elmo's Fire |     |                                                                   |                   |                                     |                                       |             |
| 31. | 8.  | Légdeszka (I Rode a Hoverboard)                                   | Victor Nelli Jr.  | Robia Rashad                        | 2014. december 3. 2017. február 21.   | 6,59 millió |
| Adam eltöri a karját, miközben George Michaelt utánozva táncol, az iskolában pedig azt hazudja, hogy leesett egy légdeszkáról, amit a Vissza a jövőbe második részében látott. Ez próbára teszi a kapcsolatát Emmy Mirskyvel, mert ő a barátságukra kell, hogy esküdjön, hogy Adamnek igaza van. A család teljesen a rabjává válik egy közeli kínai étteremnek, Beverly pedig ezt hadüzenetnek veszi. Zene: George Michael - Faith |     |                                                                   |                   |                                     |                                       |             |
| 32. | 9.  | A legjóképűbb fiú a világon (The Most Handsome Boy on the Planet) | David Katzenberg  | Matt Tarses                         | 2014. december 10. 2017. február 21.  | 7,41 millió |
| Barryt "felfedezik" a plázában, mint modellt, ami Erica szerint egy átlátszó trükk. Beverly is elmegy megnézni, hogy megy ez és őt is felkéri modellnek, ami frusztrálja Barryt. Erica közbelépésének hála sikerül csak megoldani a dolgokat. Adam rájön, hogy Murraynek hiányzik az apja, ezért az E.T. film felhasználásával megpróbálja közelebb hozni őket egymáshoz, de a nagyapja durván viselkedik. Zene: Harry Chapin - Cat's in the Cradle |     |                                                                   |                   |                                     |                                       |             |
| 33. | 10. | Goldberg Kids On The Block (DannyDonnieJoeyJonJordan)             | David Katzenberg  | Steve Basilone & Annie Mebane       | 2015. január 7. 2017. február 28.     | 7,79 millió |
| Miután a garázsban lezuhant egy nagy rakás doboz, Murray kiadja a parancsot: meg kell szabadulni az összes ott tárolt kacattól, mely a gyerekekhez kötődik, egy doboz kivételével. Barry és Adam felfedezik, hogy nővérük mennyire odavolt a New Kids on the Block-ért fiatalabb korában, és a kezükbe került videós bizonyítékkal zsarolják őt. |     |                                                                   |                   |                                     |                                       |             |
| 34. | 11. | A Darryl Dawkins-bál (The Darryl Dawkins Dance)                   | Jay Chandrasekhar | Steve Basilone & Annie Mebane       | 2015. január 14. 2017. február 28.    | 7,22 millió |
| Erica megkéri Beverlyt, hogy segítsen távol tartani Barryt Laineytől. Kapóra jön a közelgő táncest, ahová Beverly elintézi, hogy a rá kísértetiesen emlékeztető Evelyn hívja el a fiát. Az este során aztán Lainey és Barry kibékülnek, és együtt táncolnak. Miután Adam és Papi megnézték a Transformers-filmet, ahol Optimus fővezér meghal, nekilátnak leforgatni egy vidámabb befejezést. Murray halálról szóló kijelentései miatt viszont Adam elkezd aggódni, nehogy Papi is túl hamar meghaljon. Zene: Warrant - Heaven |     |                                                                   |                   |                                     |                                       |             |
| 35. | 12. | A férfi (Cowboy Country)                                          | David Katzenberg  | Stacey Harman                       | 2015. február 11. 2017. március 7.    | 6,87 millió |
| Lainey és Barry hivatalosan is összejönnek, és szeretnék, ha az apáik is találkoznának. A találkozó remekül sikerül, egész addig, míg ki nem derül, hogy Murray Philadelphia Eagles szurkoló, Lainey apja pedig az ősi rivális Dallas Cowboys drukkere. Adam úgy érzi, hogy későn érő típus, és ezért Dana el fogja őt hagyni egy idősebb srácért. Bizonyítani akar neki azzal, hogy kiírja egy víztorony tetejére a nevét, de utána már nem tud lemászni. |     |                                                                   |                   |                                     |                                       |             |
| 36. | 13. | Furgonlakók (Van People)                                          | Victor Nelli Jr.  | Alex Barnow                         | 2015. február 18. 2017. március 7.    | 6,84 millió |
| Murray megszidja Ericát, amiért nem tankolt eleget a kocsiba, ezért Barryvel együtt bosszúból vesznek egy használt lakóautót. Murray viszont továbbra is úgy véli, hogy a házban ő hozza a szabályokat, ezért a gyerekek dacból kikltöznek a kocsiba. Adam megtudja, hogy az évkönyvben a legrendesebb srác címre jelölték, ő viszont inkább az osztály bohóca szeretne lenni. Mindent meg is tesz ennek érdekében.. |     |                                                                   |                   |                                     |                                       |             |
| 37. | 14. | Barry Goldberg szabadnapja (Barry Goldberg's Day Off)             | David Katzenberg  | Adam F. Goldberg                    | 2015. február 25. 2017. március 14.   | 7,64 millió |
| Miután látta a Meglógtam a Ferrarival című filmet, ennek alapján Barry megjátssza, hogy beteg, hogy együtt tölthessen egy napot Adammel és Papival. A klassznak induló nap, és ahogy próbálja leutánozni a filmet, nem úgy sül el, ahogy várta. Az epizódban szerepel Charlie Sheen, aki az eredeti filmben is játszott, és ezúttal is ugyanazt a figurát alakítja |     |                                                                   |                   |                                     |                                       |             |
| 38. | 15. | Boldog anya, boldog élet (Happy Mom, Happy Life)                  | Claire Scanlon    | Andrew Secunda                      | 2015. március 4. 2017. március 14.    | 7,86 millió |
| Egy Káposztaföldi Babával folytatott iskolai szülő-kísérletben Adam Danát választja partneréül, de Beverly folyton beleavatkozik a kapcsolatukba. Barry barátai sérelmezik, hogy a fiú helyettük egyfolytában Laineyvel van, és Erica ugyanezzel a problémával küzd. Ezért belép Barry haverjai közé, hogy szétválassza őket, de ehelyett csak azt éri el, hogy mindhárom srác szerelmes lesz belé. Zene: Heart - Alone |     |                                                                   |                   |                                     |                                       |             |
| 39. | 16. | Elveszett fiú (The Lost Boy)                                      | David Katzenberg  | Josh Goldsmith & Cathy Yuspa        | 2015. március 25. 2017. március 21.   | 6,76 millió |
| Murray baseballmeccsre viszi Adamet, ahol Adam egyedül megy el vécére, de a tiszta mosdó keresése közben eltéved. Közben Beverly egyfolytában Erica és Barry nyakán lóg, ezért Papitól kérnek segítséget. Papi szerint ez azért van, mert Beverly mindig bűntudatot kelt bennük és hagyják magukat csőbe húzni, így amikor legközelebb elegük lesz belőle, otthagyják az út szélén. Zene: John Hiatt - Have A Little Faith In Me |     |                                                                   |                   |                                     |                                       |             |
| 40. | 17. | Az Adam-bomba (The Adam Bomb)                                     | Lew Schneider     | Chris Bishop                        | 2015. április 1. 2017. március 21.    | 7,21 millió |
| Lainey kérésére Barry megígéri, hogy nem fog kegyetlenkedni Adammel többé. De amikor egy április elsejei tréfa rosszul sül el, és tönkremegy Adam egyik játéka, Adam bosszúból tönkreteszi a baseballkártya-gyűjteményét. Ez hatalmas romboló háborúskodást indít be a testvérek között. Mikor emiatt Lainey is szakít vele, Barry megfenyegeti Adamet, hogy beveti a legvégső fegyverét: egy roppant szégyenteljes fotót fog bemutatni az egész iskola előtt. Végül mégis kibékülnek és Lainey is megbocsát. Eközben Erica egy demókazettát szeretne készíttetni, amit a plázában fellépő Tiffanynak szeretne odaadni, hátha felfedezik őt. Zene: Tiffany - I Think We're Alone Now |     |                                                                   |                   |                                     |                                       |             |
| 41. | 18. | Ottalvós buli (I Drank the Mold!)                                 | Jon Corn          | Aaron Kaczander                     | 2015. április 8. 2017. március 28.    | 6,54 millió |
| Bár Adam ezt nem szeretné, Beverly ottalvós bulit szervez neki, ahová az iskolaigazgató fia is eljön - méghozzá egy becsempészett sörrel. Amikor rosszul lesznek tőle, kitör a botrány, Beverly pedig eltiltja Adamet a barátaitól. Ezzel csak azt éri el, hogy a fia lázadó lesz. Közben Erica és Barry megpróbálják meggyőzni Murrayt, hogy vegyen egy CD-lejátszót, de ő csak akkor hajlandó erre, ha a fiatalok írnak egy slágert. |     |                                                                   |                   |                                     |                                       |             |
| 42. | 19. | La Biblioteca Es Libros (La Biblioteca Es Libros)                 | David Katzenberg  | Marc Firek                          | 2015. április 15. 2017. március 28.   | 6.87 millió |
| Adam egyest kap a spanyoldolgozatára, ami Beverly szerint nyilvánvalóan a tanár hibája, hiszen a fiú minden másban nagyon jó. Ezért fizet a tanárnőnek, hogy korrepetálja a fiát, amit a többi diák nem néz jó szemmel, mivel a korrepetálás csak annyiból áll, hogy a tanár megsúgja neki a helyes válaszokat. Barry munkát kap, mint pizzafutár, ami elégedettséggel tölti el Murrayt - Erica viszont dühös amiatt, hogy ő már két éve dolgozik, mégsem kapott semmilyen elismerést. Barry is élvezi a figyelmet, ezért amikor a hanyagsága miatt kirúgják, nem mondja el otthon.                                                                                                  |     |                                                                   |                   |                                     |                                       |             |
| 43. | 20. | Csak mondj nemet (Just Say No)                                    | Victor Nelli Jr.  | Niki Schwartz Wright                | 2015. április 15. 2017. április 4.    | 5,68 millió |
| Erica és Murray hajbakapnak az elnökválasztási kampányon. Mivel Erica egy női jelölt mellett áll ki, megpróbálja Beverlyt is bevonni a dolgokba, aminek az lesz a vége, hogy az anyja elkezdi támogatni Nancy Reagan "Mondj nemet a drogokra" kampányát. Barryt megszégyeníti egy rivális banda, ezért úgy dönt, hogy Adam segítségével egy videóval szeretne nevezni az Amerika Gladiátorai című műsorba, de annyira vicces lesz, hogy végül az Amerika legviccesebb házi videói című műsorban köt ki. |     |                                                                   |                   |                                     |                                       |             |
| 44. | 21. | Amit csak akarsz (As You Wish)                                    | David Katzenberg  | Alex Barnow                         | 2015. április 22. 2017. április 4.    | 7,16 millió |
| Beverly odáig merészkedik, hogy össze akar hozni két iskolai tanárt. Közben Adam, aki látta "A herceg menyasszonya" című filmet, elhatározza, hogy vívni szeretne. |     |                                                                   |                   |                                     |                                       |             |
| 45. | 22. | Dance Party USA (Dance Party USA)                                 | David Katzenberg  | Andrew Secunda & Evan Turner        | 2015. április 29. 2017. április 11.   | 6,77 millió |
| Adam azt képzeli, hogy megörökölte Papi mázliját, de csalódnia kell, amikor fogadásokon elveszti az összes játékát. Amikor nem sikerül visszanyernie, Beverly elhatározza, hogy titokban pótolja őket. Erica és Lainey szerepelni szeretnének a Dance Party USA műsorában, akárcsak Barry, akit lekoptatnak. De miután Erica elkapja Barrytől a kötőhártya-gyulladást, a helyzet merőben más lesz. |     |                                                                   |                   |                                     |                                       |             |
| 46. | 23. | Bill/Murray (Bill/Murray)                                         | David Katzenberg  | Chris Bishop & Josh Goldsmith       | 2015. május 6. 2017. április 11.      | 6,81 millió |
| Mivel Barry és Lainey mindenfelé csak csókolóznak az iskolában, ez már az igazgatónak is sok lesz, ezért behívatja a szüleiket. Murray itt találkozik ellenségével, Lainey apjával, Bill-lel, akivel meglepő módon kibékülnek és összebarátkoznak. Beverly egy egyetemi jelentkezős videót forgattat Adammel Ericának. |     |                                                                   |                   |                                     |                                       |             |
| 47. | 24. | Nehéz esetek (Goldbergs Feel Hard)                                | David Katzenberg  | Adam F. Goldberg                    | 2015. május 13. 2017. április 18.     | 6,70 millió |
| Erica egy nyári művészeti táborba utazik, ami megviseli a szüleit. A lány képtelen kimondani az apjának, hogy szereti őt. Ugyanez a helyzet Laineyvel is, ami miatt Barry elhatározza, hogy beöltözik az iskolai kabalaállatnak, hogy közelebb kerüljön hozzá - nem tudván, hogy pár iskolás jól el akarja látni a baját a kabalaállatnak. Adamet sokkolja a hír, hogy Dana Seattle-be költözik. |     |                                                                   |                   |                                     |                                       |             |

### Harmadik évad (2015-2016)
| Sor. | Év. | Cím                                                           | Rendező              | Író                             | Premier                                | Nézettség   |
| --- | --- | ------------------------------------------------------------- | -------------------- | ------------------------------- | -------------------------------------- | ----------- |
| 48. | 1.  | Baró Kockázatos üzlet-parti (A Kick-Ass Risky Business Party) | Seth Gordon          | Chris Bishop                    | 2015. szeptember 23. 2017. július 11.  | 7,62 millió |
| Barry megőrül az új Tom Cruise-filmért, a Kockázatos üzletért. Elhatározza, hogy ilyen bulit szervez, méghozzá Laineyéknél, hiszen az apja üzleti útra ment. A dolognak rossz vége lesz: összetörik az apja kocsiját, a helyzetüknél fogva pedig Beverlyhez fordulnak. Ő segít is nekik, és egyre inkább a fogadott lányaként kezeli Laineyt, akinek ez eleinte imponál, de aztán kezd megfulladni a sok figyelemtől. Közben Adam távbeszélgetésekkel és faxolással próbálja áthidalni a közte és Dana közt fennálló távolságot. |     |                                                               |                      |                                 |                                        |             |
| 49. | 2.  | Tátika-énekkar (A Chorus Lie)                                 | David Katzenberg     | Marc Firek                      | 2015. szeptember 30. 2017. július 18.  | 7,39 millió |
| Adam a pubertáson megy keresztül, annak minden hátulütőjével. Mivel az énekhangja is elmegy, Beverly ötletének hála új megoldást találnak: a Milli Vanilli mintájára csak tátogniuk kell a kórustagoknak. Erica barmoknak nevezi a fiúkat és nem hajlandó velük elmenni az iskolai bálba. Geoff Schwartz azonban szeretné őt elhívni, és ezért mindent meg is tenne. |     |                                                               |                      |                                 |                                        |             |
| 50. | 3.  | Jimmy 5 él (Jimmy 5 is Alive)                                 | Lew Schneider        | Alex Barnow                     | 2015. október 7. 2017. július 25.      | 6,60 millió |
| Adam szeretne egy robotot, amit végül az apjával együtt építenének meg, de összevesznek rajta, az apja pedig azt mondja neki, hogy nőjön fel. Adam ezt komolyan is veszi, és megpróbál unalmas felnőtt lenni. Murray ezt látván Papi javaslatára kibékül a fiával, és elhatározzák, hogy a Rövidzárlat című filmben látottaknak megfelelően megpróbálnak életre kelteni egyet, villámcsapással. Barry véletlenül letöröl egy Beverly számára fontos videót, és megpróbálja az anyjára kenni a felelősséget. Ennek azonban az lesz a vége, hogy mindketten egyre mélyebbre süllyednek a depresszióban. |     |                                                               |                      |                                 |                                        |             |
| 51. | 4.  | Összecsokiztam a medencét (I Caddyshacked the Pool)           | David Katzenberg     | Steve Basilone & Annie Mebane   | 2015. október 14. 2017. augusztus 1.   | 6,38 millió |
| Adam, ahogy az osztálya többi tagja is, szégyelli a változó testét, ezért nem akar részt venni az úszásórákon, még akkor sem, amikor a tét az, hogy meg kell ismételnie a nyolcadik osztályt. Végső kétségbeesésében a Golfőrültek című filmből vett trükkel próbálkozik: egy csokiszeletet dob a medencébe. Csakhogy ezzel még nagyobb gondot okoz, és szerencsétlen Dave Kimet kiáltják ki bűnösnek. Erica a "We Are the World" klipjét látva úgy dönt, ő is szeretne segíteni a világon, Barry viszont pozőrnek nevezi őt, és amikor a lány egy iskolai klubot alapít, hogy jótékonysági dalt írhasson, Barry módszeresen elszabotálja a dolgokat. |     |                                                               |                      |                                 |                                        |             |
| 52. | 5.  | Boy Barry (Boy Barry)                                         | David Katzenberg     | David Guarascio                 | 2015. október 21. 2017. augusztus 8.   | 6,48 millió |
| Lainey unja, hogy Barry mostanában olyan hisztis, ezért Ericától kér segítséget, hogy meg tudják leckéztetni. Ő viccből azt mondja, hogy Boy George-ra kellene hasonlítania, mert Lainey túl jó csaj hozzá, amit meg is tesz, és magát Boy Barrynek hívatja. Amikor rájön, hogy ez csak azért volt, mert Lainey meg akarta őt változtatni, szakít vele, de Lainey mindent megtesz, hogy visszaszerezze őt. Ennek érdekében hajlandó lejáratni saját magát egy rap-produkcióval, de annyira népszerű lány, hogy mindenki azt hiszi, csak Barryt égeti le. Közben Murray és Bill bajuszt növesztenek a Magnum című sorozat hatására, ami nem tetszik Beverlynek, és az sem, hogy annyit lógnak együtt Billel. Amikor leborotválja álmában Murray bajuszát, kitör a háború. |     |                                                               |                      |                                 |                                        |             |
| 53. | 6.  | Páros beöltözés (Couples Costume)                             | Jay Chandrasekhar    | Andy Secunda                    | 2015. október 28. 2017. augusztus 15.  | 6,88 millió |
| Adam Danával akarja tölteni a Halloweent, ahelyett, hogy az anyjával öltöznének be párosan, ahogy azt Beverly minden évben erőlteti. Barry és Erica egy igazi kísértetházba viszik a párost, ahol Dana elveszíti az Adamtől kapott gyűrűjét. Beverly elrettentésképp készít egy pengével ellátott édességet, amit Murray kidob a szemétbe, de ezt Beverly nem tudja, és amikor rájön, hogy több gyerek is járt már náluk, visszaszedi tőlük az összes cukorkát. |     |                                                               |                      |                                 |                                        |             |
| 54. | 7.  | Mázli (Lucky)                                                 | David Katzenberg     | Marc Firek                      | 2015. november 11. 2017. augusztus 22. | 7,01 millió |
| Erica éves pizsamapartiját Adam és a barátai egy titokban elhelyezett kamerával kukkolják. Amikor Beverly felfedezi ezt, nem szidja meg őket, sőt ő is nézi, mit csinálnak a lányok, mert nagyon szeretne úgy benne lenni a lánya életében, mint régen. Amikor Erica megtudja az egészet, annyira megsértődik az anyjára, hogy úgy dönt, teljesen kizárja őt az életéből. Ez remekül működik egészen addig, míg egy malőr miatt a fogdára kerülnek, és Papi sem tud segíteni. Közben Barry addig könyörög, hogy a Goldberg család egy kutyával gazdagodik. Mázli társaságát azonban az eddig mogorvának és kutyaellenesnek hitt Murray teljesen kisajátítja. |     |                                                               |                      |                                 |                                        |             |
| 55. | 8.  | Összefoglalva: hálaadás (In Conclusion, Thanksgiving)         | Jay Chandrasekhar    | Dan Levy                        | 2015. november 18. 2017. augusztus 29. | 7,08 millió |
| Beverly meghívja Murray apját, Papát is az éves hálaadási bulira, csak azért, hogy bebizonyítsa neki, hogy jól tud főzni. Adam felfedezi, hogy a "Cat's in the Cradle" című dal érzelmi húrokat pendít meg Murray-ben, így manipulálja őt. Az ünnepen megjelenik a magát éppen csontkovácsnak gondoló Marvin bácsi is, aki teljesen másként értelmezi a dalt, ahogy Papa is. Papi a gyerekekre akarja hagyományozni a hálaadási tószt megtartását, Barry és Erica pedig azon rivalizálnak,hogy ki tudna jobbat mondani. Zene: Harry Chapin - Cat's In The Cradle |     |                                                               |                      |                                 |                                        |             |
| 56. | 9.  | Anyasegéd (Wingmom)                                           | Lew Schneider        | Lew Schneider & Marty Schneider | 2015. december 2. 2017. szeptember 5.  | 6,46 millió |
| Barry a Top Gun című film hatására menő vadászpilóta akar lenni, amit Beverly ellenez, Murray mégis aláírja a szükséges papírt, hogy megkapja az alapkiképzést. Barry számára a dolog hatalmas csalódás, és végül Beverly siet fia segítségére. Közben Adam aggódik, hogy hosszú hónapokra elveszítheti Papit, amikor az Floridába vesz üdülési jogot. Ezért úgy dönt, hogy inkább Papával tölti az idejét. Zene: Harold Faltenmeyer & Steve Stevens - Top Gun Main Theme |     |                                                               |                      |                                 |                                        |             |
| 57. | 10. | Karácsonyi történet (A Christmas Story)                       | Lew Schneider        | Lacey Marisa Friedman           | 2015. december 9. 2017. szeptember 12. | 7,02 millió |
| Látva Krempék csodálatos karácsonyát, Beverly versenyre kel velük, és egyfajta szuper-hanukát rendez, ami teljesen olyan, mint a karácsony. Papi abszolút ellenzi az egészet és megpróbálja szabotálni. Adamnek rosszul esik, hogy Barry a régi hagyományaik helyett inkább Laineyvel tölti az egész karácsonyt, ezért aztán kiprovokál egy fogadást, hogy a bátyja otthon maradjon. Zene: Neil Diamond - Santa Claus Is Coming To Town |     |                                                               |                      |                                 |                                        |             |
| 58. | 11. | Zamat Boys (The Tasty Boys)                                   | Christine Gernon     | Steve Basilone & Annie Mebane   | 2016. január 6. 2017. szeptember 19.   | 6,61 millió |
| Krempék új konyháját látva Beverly is át akarja alakítani az övéket, amit Murray ellenez. Ezért Beverly módszeresen megpróbálja szétrombolni, hogy már muszáj legyen megcsinálni. Bár Bill segítségével visszaállítanak mindent az eredetire, Murray végül elfogadja, hogy a változások lehetnek jók is. Adam és Barry a Beastie Boys hatására egy rapcsapatot alapítanak, beveszik maguk mellé egy meghallgatás után Geoff Schwartzot, aki csak Erica miatt csinálja végig az egészet. |     |                                                               |                      |                                 |                                        |             |
| 59. | 12. | Scott Baio jobb keze (Baio and Switch)                        | David Katzenberg     | Alex Barnow                     | 2016. január 13. 2017. szeptember 26.  | 6,33 millió |
| Barry és Erica is részt vesznek egy jótékonysági akcióban, amikor egész Amerika megfogja egymás kezét. Meller edző helyett Beverly veszi át a szervezést, egy gyermekeivel készülő közös kép reményében, de ők ketten inkább kiszállnának. Ezért aztán azt hazudja nekik, hogy Scott Baio színész is eljön, a két testvér pedig azon verseng, hogy ki fogja majd meg az ő kezét. Eközben Adam elhívja a bálba Emmy Mirskyt, miközben megtudja, hogy Dana is a városban van - ki kell hát találnia, hogy mehet el egyszerre mindkettejükkel. |     |                                                               |                      |                                 |                                        |             |
| 60. | 13. | Vetélkedő (Double Dare)                                       | David Katzenberg     | Chris Bishop                    | 2016. január 20. 2017. október 3.      | 6,21 millió |
| Adam és Emmy arra készülnek, hogy a városukba érkező népszerű televíziós vetélkedőre, a Double Dare-re ketten neveznek - de Adam féltékenységből elárulja Emmyt, és inkább Papival nevez. Bosszúból Emmy Adam régi ellenségével, Jóképű Bennel áll össze egy csapatba. Beverlynek megtetszik az amerikai futball, ami Murray szerint helytelen, mert az nem feleségnek való dolog. |     |                                                               |                      |                                 |                                        |             |
| 61. | 14. | Lainey szereti Lionelt (Lainey Loves Lionel)                  | Jay Chandrasekhar    | David Guarascio                 | 2016. február 10. 2017. október 10.    | 6,19 millió |
| Lainey nem szeretné, hogy Barry bármilyen őrültséget csináljon a kedvéért Valentin-napon, ezért a fiú kis, de ütős meglepetéssel készül: Lionel Richie "Hello" című videóklipje alapján szeretné megformázni a lányt agyagból. Az eredmény viszont meglehetősen ijesztő lesz. Adam és barátai a Malackodók című filmet szeretnék megnézni a moziban, mert az tele van obszcenitással, Beverly eleve nem engedi meg ezt, és végül Adam is inkább az Annie-re vesz jegyet. A barátai átszöknek vetítés közben a másik terembe, kivéve őt, a többiek szerint azért, mert túl jó fiú és mindig hallgat az anyjára. Ezt Murray is így látja, és megpróbálja kiprovokálni a fiánál, hogy ne legyen mindig olyan jó. A sok nyaggatás hatására Adam elhatározza, hogy valami merészet tesz: elrepül egyedül Seattle-be Danához. Geoff Schwartz tovább udvarol Ericának, aki világosan és egyértelműen elhajtja őt. Csak ezután tudatosul benne, látva Lainey és Barry boldogságát, hogy ő is ilyesvalamit szeretne. |     |                                                               |                      |                                 |                                        |             |
| 62. | 15. | Weird Al (Weird Al)                                           | Jay Chandrasekhar    | Lauren Bans                     | 2016. február 17. 2017. október 17.    | 6,39 millió |
| Dana a városba érkezik, Adam pedig úgy dönt, koncertre viszi. Nem is akárkiére: “Weird Al” Yankovic koncertjére, akit mindig is szeretett volna megnézni. De az egész nagyon rosszul sül el, és ezt a kapcsolatuk is megsínyli.. Mindketten rájönnek arra, hogy túl sok minden változott azóta, hogy összejöttek, és el is távolodtak egymástól, ezért szakítanak. Barry diáktanácsadó-önkéntesnek jelentkezik, és hamarosan szakképzett pszichológusnak kezdi el magát képzelni. Erica, hogy leállítsa öccsét, Mr. Glascott kérésére szintén jelentkezik. Barry párbajt indítványoz, az alany pedig nem más, mint Murray. |     |                                                               |                      |                                 |                                        |             |
| 63. | 16. | Eddie, a sas (Edward 'Eddie the Eagle' Edwards)               | Jonathan Corn        | Dan Levy                        | 2016. február 24. 2017. október 24.    | 6,45 millió |
| Eddie, a sas mintájára Barry szeretne több olimpiai számban is sikeres lenni, hogy híres atléta lehessen, inkább kevesebb, mint több sikerrel. Adam ezt látva az általuk feltalált labdajátékot népszerűsíti a suliban, amiben Barry profi. Ez addig jól is megy, míg Rubén Amaro Jr., az iskola legjobb atlétája sorozatban le nem győzi benne Barryt. Miután ez nagyon rosszul esik a bátyjának, Erica segítségével kitalálnak további olyan sportágakat, amiben sikeres lehet. Közben a bútorboltnak elkezd rosszul menni az üzlet, amit az új őrülettel, a futonágyakkal lehetne felpörgetni, de Murray eléggé tartózkodó az ismeretlennel szemben. |     |                                                               |                      |                                 |                                        |             |
| 64. | 17. | A Dirty Dancing tánc (The Dirty Dancing Dance)                | David Katzenberg     | Adam F. Goldberg                | 2016. március 2. 2017. október 31.     | 7,08 millió |
| Erica szeretné, ha a következő iskolai bál a Dirty Dancing külsőségeit idézné, amit az iskolaigazgató ellenez, mert ő inkább az ötvenes évekre gondolt. Barry szerint ráadásul a sokkal jobb táncmozdulatok miatt inkább a Gumiláb című filmet kellene választani. Még Murray is megtanul táncolni, látván az igyekezetet. Amikor Beverly megtudja, hogy milyen szexuális utalások vannak a filmben, úgy dönt, mégsem segít Ericának, aki a barátnőivel lázadásba kezd, és csakazértis úgy jelennek meg a bálban. Geoff Schwartz elhatározza, hogy ahogy a filmben Patrick Swayze megemelte Jennifer Grayt, úgy fogja ő is Ericát, de a táncmozdulat csúfos kudarcot vall. |     |                                                               |                      |                                 |                                        |             |
| 65. | 18. | Tucatjával olcsóbb (12 Tapes for a Penny)                     | David Katzenberg     | Steve Basilone & Annie Mebane   | 2016. március 16. 2017. november 7.    | 6,69 millió |
| Adam megtudja, hogy Dave Kim úgy jutott rengeteg kazettához a Columbiától (12 darab 1 pennyért), hogy hamis neveket diktált be több alkalommal. Ő is szeretne így szert tenni egy gyűjteményre, és a csínybe Ericát is szeretné bevonni, de ő kihátrál, mondván ez egy nagyon rizikós dolog. Amikor Adam elkezdi a rendelgetést, és megérkezik az első adag kazetta, Beverly egyből Ericára lesz mérges, hiába bizonygatja ártatlanságát, és hiába vall be Adam is mindent. Ezért Erica úgy dönt, bosszút áll és rászolgál a "rossz lány" imidzsre. Közben Barry sikertelenül próbálja elnyerni Bill szimpátiáját, miközben azt látja, hogy Lainey exbarátjával milyen jóban van. Zene: Chicago - Hard To Say I'm Sorry |     |                                                               |                      |                                 |                                        |             |
| 66. | 19. | Varázslat márpedig létezik (Magic is Real)                    | Jay Chandrasekhar    | Mark Firek                      | 2016. március 23. 2017. november 14.   | 6,73 millió |
| Eljön az iskolai szintfelmérő ideje, amit Barry nem vesz komolyan, mert csak az álmainak él, azokkal pedig nem fér össze a tanulás. Viszont amikor azt látja, hogy a JTP, de még Lainey is mennyire komolyan veszik ezt, elkeseredik, és úgy érzi, a többiek elhagyják őt. Murray bátorítására aztán Barry keményen elkezd készülni a tesztre. Adam a Danával való szakítás után úgy dönt, új barátnőt keres, és úgy véli, a lányok elcsábítására a David Copperfield-féle bűvésztrükkök a legalkalmasabbak. Ki is szemel magának valakit, azonban Beverly a beavatkozásával úgy tűnik, meghiúsít minden próbálkozást. |     |                                                               |                      |                                 |                                        |             |
| 67. | 20. | Szerepjáték (Dungeons and Dragons, Anyone?)                   | David Katzenberg     | Andrew Secunda                  | 2016. április 6. 2017. november 21.    | 6,17 millió |
| Adam és barátai unják már, hogy puhányságuk miatt sosem választják ki őket egy sportfeladathoz sem. Mellor edző csapatkapitánnyá nevezi ki Adamet, aki elárulja barátait Barry hatására, és ő is inkább sikeres sportolókat vesz maga mellé. Dave Kim így kihívja őket egy újabb játékra: egy Dungeons & Dragons szerepjátékra, amihez csak a kockák értenek. Erica egy pittsburgh-i egyetemre akar jelentkezni, amit a szülei elleneznek, Papi pedig a "Vissza a suliba" című film hatására úgyszintén beiratkozna valahová. |     |                                                               |                      |                                 |                                        |             |
| 68. | 21. | Hajsza (Rush)                                                 | Beth McCarthy-Miller | Alex Barnow                     | 2016. április 13. 2017. november 28.   | 6,29 millió |
| Barry sérelmezi, hogy Beverly rangsorolja a gyerekeit, ezért megpróbálja egyformán kezelni őket. Ennek főként Adam örül, mert megszabadul az anyáskodástól, de Barry szép lassan rájön, hogy nem is olyan jó dolog az új helyzet. Közben Johnny Atkins bemutatja Ericának a Rush együttes számát, a "Tom Sawyer"-t, aminek hatására Erica is csatlakozik Johnny tribute bandjéhez. Bár az érdeklődése hamar elszáll a fiú irántt, eleinte mégis marad a bandában, majd elhatározza, hogy megalapítja inkább a saját együttesét. |     |                                                               |                      |                                 |                                        |             |
| 69. | 22. | Anyák napja (Smother's Day)                                   | David Katzenberg     | Marc Firek                      | 2016. május 4. 2017. december 5.       | 6,67 millió |
| Barry és Erica már megint elfelejtik az anyák napját, ezért, mint korábban is, később beváltható kuponokkal próbálkoznak nála. Csakhogy Beverly úgy dönt, hogy az évek alatt összegyűjtött kuponokat most fogja felhasználni. Ezen összevesznek, majd a gyerekek belátják, hogy tényleg szomorú, hogy ennyit nem tudnak megtenni az anyjukért, ezért elhatározzák, hogy a kedvében járnak mindennel. Adam űrtáborba akar menni, de Murray nem engedi, ezért elmegy a nagyapjához, hogy megtudja, volt-e Murraynek olyan gyerekkori álma, ami összetört az apja miatt. |     |                                                               |                      |                                 |                                        |             |
| 70. | 23. | A Nagy Narancs (Big Orange)                                   | David Katzenberg     | Rob Lieber                      | 2016. május 11. 2017. december 12.     | 6,20 millió |
| Barry folyton ugyanazt a Philadelphia Flyers felsőt hordja, amit már Lainey és Beverly is nagyon unnak, ezért elhatározzák, hogy "véletlenül" tönkreteszik a mosógépben. Ezt Barry gyilkosságnak látja, nyomozni kezd, és amikor megtudja az igazat, összevész mindkettejükkel. A bűntudatos Lainey temetést szervez a felsőnek és meglepi egy újjal Barryt. Közben Murray a gyerekek régi faházát szeretné lerombolni, ahol annak idején Adam és Erica nyomozósat játszottak - Adam a felső ügyét próbálja kinyomozni. |     |                                                               |                      |                                 |                                        |             |
| 71. | 24. | Legyen nyarad (Have a Summer)                                 | David Katzenberg     | Adam F. Goldberg                | 2016. május 18. 2017. december 12.     | 6,39 millió |
| Adam lassan középiskolás lesz, és az iskola utolsó hetében a felsőbb évesek szokása megszívatni valamivel az újoncokat. Adam véletlenül megalázza a saját bátyját, és ahhoz, hogy ezt helyrehozza, vele együtt készül egy hatalmas trükkre, amit a végzős évfolyam ballagási ünnepségén sütnek el, és ami a megszégyenítés emlékét is kitörli mindenki fejéből. Közben Geoff Schwartz végleg feladja a próbálkozását Ericánál és összejön Evelyn Silverrel - éppen akkor, amikor Erica is rájön, hogy milyen sokat is jelent neki a fiú. Zene: Asia - Heat of the Moment |     |                                                               |                      |                                 |                                        |             |

### Negyedik évad (2016-2017)
| Sor. | Év. | Cím                                                                               | Rendező           | Író                             | Premier                              | Nézettség   |
| --- | --- | --------------------------------------------------------------------------------- | ----------------- | ------------------------------- | ------------------------------------ | ----------- |
| 72. | 1.  | Nulladik óra (Breakfast Club)                                                     | David Katzenberg  | Marc Firek                      | 2016. szeptember 21. 2018. január 2. | 6,90 millió |
| Adam első napjait tölti a középiskolában, és rájön, hogy tiszta lappal nyit, ezért megpróbál új, rosszfiús imidzset felvenni, olyat, mint John Bender a Nulladik óra című filmben. Barry is élvezi a diákéletet, Erica végzősként úgyszintén. Az egészbe csak az rondít bele, hogy Beverly, felhasználva tanári végzettségét, az iskola munkatársa lesz - a tanári kar ellenállása miatt viszont nem kap elsőre lehetőséget. Az első napja borzasztóan sikerül, ezért a gyerekek kicsúfolják, így az igazgató Barryt, Ericát, Laineyt, és Adamet is büntetésbe helyezi: szombat reggel kell az iskolában maradniuk. Adam szerint ez egy az egyben a Nulladik óra című film: Lainey a népszerű lány, Barry a sportoló, Erica pedig az idegroncs. Magát a rosszfiúnak gondolja, a többiek szerint viszont inkább ő a kocka. A filmnek emléket állító epizód végén, Murray kérésére az igazgató visszaveszi Beverlyt.                                               |     |                                                                                   |                   |                                 |                                      |             |
| 73. | 2.  | Én Szív Videorandi (I Heart Video Dating)                                         | Peter Ellis       | Alex Barnow                     | 2016. szeptember 28. 2018. január 2. | 6,58 millió |
| Erica, aki nem tette magát túl Geoff-on, elhatározza, hogy egy új szolgáltatás, a videorandi segítségével új párt talál Billnek. Lainey szerint ez egy remek módszer lenne arra, hogy találjanak valakit az apjának. Sajnos Bill elsírja magát a kamera előtt, amikor az exnejére gondol. Erica csináltat egy második videót Adammel, ami szintén nem a legjobb. Ekkor saját magának csináltatja videót, de ő is folyton csak sír. Közben Barry úgy gondolja, hogy a testnevelőtanárság lenne számára az ideális munka, Mr. Mellor pedig elkezdi őt mentorálni. |     |                                                                                   |                   |                                 |                                      |             |
| 74. | 3.  | A kitalált személy (George! George Glass!)                                        | Joanna Kerns      | David Katzenberg                | 2016. október 5. 2018. január 9.     | 6,23 millió |
| Adam találkozik egy elsőévessel, aki nagyon emlékezteti őt egy régi szerelmére. El akarja hívni randizni, de mivel hatásosabban akar fellépni, ezért kitalálja, hogy akárcsak a Brady családban, kitalál magának egy barátnőt. A terv beválik, később viszont elszáll Adam bátorsága. Erica is elirigyli a módszert, és kitalál magának egy egyetemista fiút, hogy féltékennyé tegye Geoff Schwartzot. Beverly és Murray a Beach Boys koncertjére indulnak (a Live Aid-re), amiről lemaradnak, mert nem találnak parkolóhelyet, Murray makacssága miatt. |     |                                                                                   |                   |                                 |                                      |             |
| 75. | 4.  | Őrült üzenetek (Crazy Calls)                                                      | Lew Schneider     | Steve Basilone                  | 2016. október 12. 2018. január 16.   | 6,47 millió |
| Murray vesz egy üzenetrögzítőt, ami hamarosan azt a célt kezdi el szolgálni, hogy ő és az apja egymásnak üzengessenek rajta, mert sem személyesen, sem telefonon nem beszélnek. Erica, megunva ezt, törli az üzeneteket, ami elszomorítja Murrayt. A gyerekek elhatározzák, hogy igyekeznek kibékíteni őket. Közben Adam igyekszik beilleszkedni a diákok közé, és a számítógépes klub tagjaival kezd el ebédelni és barátkozni. Beverly, aki úgy véli, hogy ők csak kockák és nem tesznek jót a fiának, szabotálja a dolgokat. |     |                                                                                   |                   |                                 |                                      |             |
| 76. | 5.  | Sztefán King (Stevie King)                                                        | David Katzenberg  | Chris Bishop                    | 2016. október 26. 2018. január 16.   | 6,14 millió |
| Adam egy horrornovellát akar írni, akárcsak Stephen King. Ötletet az anyja viselkedéséből merít, és így teremt egy szörnyet, aki gyerekek vérét issza. A büszke Beverly megmutatja az olvasóklubjában az első pár fejezetet, ahol rögtön rájönnek, hogy ki is adta a karakterhez az inspirációt. A dühös Beverly szobafogságra ítéli Adamet, és akárcsak a Tortúra című regényben, arra, hogy írja át a sztorit. Geoff Schwartz és Evey az iskolai Halloween-bálba a Rémségek kicsiny boltja szereplőinek öltözve mennek, a féltékeny Erica pedig azt hazudja, hogy az ő partnere Lainey unokatestvére lesz. A srác végül visszakozik, így Barrynek kell elmaszkírozva beugrania helyette. Amikor kiderül a trükk, Erica megszégyenül, s végül aztán Geoff az, aki megnyugtatja, és közli vele, hogy a dolgok ellenére még lehetnek jóbarátok. |     |                                                                                   |                   |                                 |                                      |             |
| 77. | 6.  | A halál receptje II: Csókold meg a szakácsot (Recipe for Death II: Kiss the Cook) | Lew Schneider     | Brian Hennelly                  | 2016. november 9. 2018. január 9.    | 6,46 millió |
| A Kommandó című film hatására Adam egy saját akciófilmet forgat, amihez az apja segítségét, és nyolcvan dollárját kéri. Murray túl komolyan veszi a feladatát, és lecseréli Barryt Mr. Mellorra a főszerepben. Adam kiszáll, de titokban Papitól kér pénzt, hogy egyedül valósíthassa meg az ötleteit. Mikor Murray erre rájön, szerez a fiának egy igazi kamerát, hogy mégis együtt forgathassanak. Közben Erica szeretne egy ugyanolyan jó felsőt, mint amilyen Laineynek is van. Beverlyt próbálja titokban meggyőzni, hogy vegyen neki egyet, csakhogy ő a hamarosan bezáró Gimbelsben szeretne vásárolni, ami hamarosan bezár, és nem a divatos Benettonban. |     |                                                                                   |                   |                                 |                                      |             |
| 78. | 7.  | Szentséges K.I.T.T. (Ho-ly K.I.T.T.)                                              | Lea Thompson      | Andrew Secunda                  | 2016. november 16. 2018. január 30.  | 6,45 millió |
| Adam szeretné látni a hálaadás-napi parádén a Knight Rider sorozatból ismert K.I.T.T.-et, de senki nem tudja őt elvinni. Marvin, aki a családhoz érkezik szokás szerint látogatóba, Murray-vel megnéznek egy csomó epizódot a sorozatból, és titokban elmennek ketten, ami feldühíti Adamet, aki elhatározza, hogy felszítja köztük egy társasjátékkal a testvéri rivalizálást. Barry Laineyvel szeretné tölteni a hálaadást, ezért Beverly áthívja Lewisékat vacsorára, ami csak eleinte tűnik jó ötletnek. Eközben Erica eldönti, hogy vegetáriánus lesz, de úgy tűnik, ez senkit nem érdekel. |     |                                                                                   |                   |                                 |                                      |             |
| 79. | 8.  | A világ legjobb musicalje (The Greatest Musical Ever Written)                     | Lew Schneider     | Annie Mebane                    | 2016. november 30. 2018. január 23.  | 5,96 millió |
| A drámatagozat az Operaház Fantomját adja elő ebben az évben, amelyben Adam is szerepel - és Lainey. Ez frusztrálja Barryt, mert a szerepe szerint Adamnek egyszer meg kell csókolnia a lányt, így hát segédként szabotálja a darab próbáit. Közben Erica leadja a nehezebb tantárgyait az utolsó évén, és inkább könnyedebbeket vesz fel. Csakhogy Beverly szerint ezeket nem veszi komolyan, és mint helyettes tanár, egyest ad neki. |     |                                                                                   |                   |                                 |                                      |             |
| 80. | 9.  | Globetrotters (Globetrotters)                                                     | Richie Keen       | Adam Armus                      | 2016. december 7. 2018. január 23.   | 5,40 millió |
| Murray szerez két jegyet a Harlem Globetrotters soron következő produkciójára. Barryt szeretné elhívni, de ő beteg, és nem tud elmenni. Helyette Adam megy, akit lenyűgöz a produkció, és esetlenségük ellenére elhatározzák a barátaival, hogy ők is ilyesmit szeretnének csinálni. Ez dühíti Barryt, mert a sport az ő területe, és listát készít azokról a dolgokról, amiket Adamnek nem szabad csinálnia, mely nyílt háborúhoz vezet köztük. Murray közelgő ötvenedik születésnapja alkalmából Beverly meglepetésbulit szervez. |     |                                                                                   |                   |                                 |                                      |             |
| 81. | 10. | Han Uka Solo (Han Ukkah Solo)                                                     | Joanna Kerns      | Dan Levy                        | 2016. december 14. 2018. január 30.  | 6,20 millió |
| Johnny Atkins elad Adamnek egy kazettát a Star Wars karácsonyi különkiadásáról, melyhez igen nehezen lehet hozzájutni. Miután Adam megnézi a borzalmas produkciót, teljesen kiábrándul az egész Star Wars-mítoszból, és attól fél, a gyerekkori történetek varázsából is. Papi, hogy bebizonyítsa, van még jó George Lucas-film, elviszi a moziba egyre - szerencsétlenségére pont a Howard, a kacsa bemutatójára, amely szintén egy legendásan rossz film. Végül Adam megtalálja a pozitívumot is, amikor megismeri Boba Fett karakterének vagányságát. Közben az iskolában Ericának kellene énekelnie a kórus karácsonyi műsorán a Dreidel-dalt, hanuka alkalmából, mert Beverly szerint ez lenne Papi szíve vágya. Ő ezt nem szeretné, de végül belemegy abba, hogy saját dalt ír, Barry pedig vele versengve egy rapszöveget. |     |                                                                                   |                   |                                 |                                      |             |
| 82. | 11. | Ó, kapitány, kapitányom! (O Captain! My Captain!)                                 | Richie Keen       | Marc Firek                      | 2017. január 4. 2018. február 6.     | 6,73 millió |
| Beverly Barry osztályában helyettesít egy ideig, ahol a Holt költők társasága című filmmintájára akar hatni a diákokra, sikertelenül. Azt akarja, hogy Barry több időt szenteljen a kémiának, amit ő csak azután tesz meg, hogy Murray azt mondja neki, ha nem tanul, az anyja örökre itthon tartja majd. Közben az egyik órán Adam kezébe kerül egy cetli, amin Emmy Mirskyről van szó, amit fel kell olvasnia a tanár utasítására. Emmy nehezen viseli a megszégyenülést, ugyanis valaki a változó testéről írt benne. |     |                                                                                   |                   |                                 |                                      |             |
| 83. | 12. | Hószünet (Snow Day)                                                               | Victor Nelli, Jr. | Lauren Bans                     | 2017. január 11. 2018. február 13.   | 6,92 millió |
| A nagy havazás miatt a gyerekeknek nem kell iskolába menniük, amit szeretnének kihasználni. Beverly szerint Ericának egy esszét kellene írnia az egyetemi felvételijéhez, Adamnek és Barrynek pedig havat kell lapátolnia. Erica közli, hogy már írt egy esszét, mint kiderül, Beverlyről, aminek ő nagyon örül, annak Erica viszont már nem, hogy az anyja örömében teljesen ráakaszkodik. Közben Adam és Barry is fellázadnak, és inkább erődöt építenek. |     |                                                                                   |                   |                                 |                                      |             |
| 84. | 13. | Agassi (Agassi)                                                                   | David Katzenberg  | Chris Bishop                    | 2017. február 8. 2018. március 10.   | 6,19 millió |
| Chad Kremp a teniszklub tagjaként kevesebb időt tölt már Adammel, ezért ő is jelentkezik oda, noha ügyetlen a sportban. Amikor Chad megszégyeníti azzal, hogy Dave Kimmel áll párba, Adam Barry segítségét kéri, aki magát az új André Agassinak gondolja. Közben a Geoff Schwartz miatt szomorú Erica teljesen elhagyja magát, Beverly pedig próbál segíteni a lányán, a diszkózene segítségével - ami addigra már pár éve lejárt lemez. |     |                                                                                   |                   |                                 |                                      |             |
| 85. | 14. | A dilis bolt (The Spencer's Gift)                                                 | Jay Chandrasekhar | Alex Barnow                     | 2017. február 15. 2018. február 20.  | 6,50 millió |
| Barry új magnóra szeretne pénzt, Murray viszont csak akkor ad, ha azt kiérdemli. Ezért ő és Erica is a Spencer's Gift vicces boltjába jelentkeznek diákmunkára. Hamar kiderül, hogy Barry ügyesebben bánik a vevőkkel, ezért előléptetik, így Erica elkezd vele háborúzni. Eközben Adam is dolgozni kezd egy játékteremben, ahol elszabadítja a poklot, és helyre kell hoznia az okozott károkat. Zene: Cyndi Lauper - True Colors |     |                                                                                   |                   |                                 |                                      |             |
| 86. | 15. | Az új Swayze (So Swayze It’s Crazy)                                               | Jay Chandrasekhar | Lacey Friedman                  | 2017. február 22. 2018. február 6.   | 6,21 millió |
| Mikor Adam megtudja, hogy régi ismerőse, R.D. Robb is szerepelni fog a Karácsonyi történet című filmben, elhatározza, hogy neki is kell egy szerep. Beverly ismerőse, egy ügynök, szerepet is ajánl neki - a Dilibogyók 2. című filmben. Beverly szerint a fia főszerepre érdemes és jobb filmekben, ezért inkább maga veszi kezébe a dolgokat. Közben az iskolában Lainey azt mondja, hogy a punkok jól néznek ki, ezért Barry is elhatározza, hogy az lesz, és ehhez egy Matt nevű sráctól kér segítséget. Murray megpróbál a lánya szerelmi életén segíteni, de tévedésből Dave Kimmel próbálja meg összeboronálni. Papi közli vele a tévedését, és megtudja, hogy Geoff Schwartzba szerelmes. Ezt Geoff is megtudja, és ezért elmondja Ericának, hogy bár odáig van ettől, de most már Evelynnel van, és a dolgok jól mennek. Néhány másodperc kínos csend után Erica és Geoff csókolóznak.                                                                  |     |                                                                                   |                   |                                 |                                      |             |
| 87. | 16. | A Kara-te Kölyök (The Kara-te Kid)                                                | Anton Cropper     | Adam F. Goldberg                | 2017. március 1. 2018. március 2.    | 6,17 millió |
| Adam cikket ír az iskolai újságba a Karate kölyök című filmről, de mivel kifelejtik a középső nevét, így mindenki azt hiszi, hogy a másik Adam Goldberg írta. Amikor az a fiú rájön, nem örül neki egyáltalán, ezért kihívja bunyózni Adamet, de mivel verekedni csak úgy tilos, Mellor edző karateklubot indít. Közben Erica és Geoff Evelyn háta mögött kavarnak, szeretnék felvállalni a kapcsolatukat, de Erica nem akarja megbántani Evelynt. |     |                                                                                   |                   |                                 |                                      |             |
| 88. | 17. | Grateful Dead (Deadheads)                                                         | Jason Blount      | Adam Armus                      | 2017. március 8. 2018. március 24.   | 5,70 millió |
| A JTB be akarja venni a bandába az iskola "leglazább srácát", Mattet, amit Barry ellenez, de barátai leszavazzák. Miután akarata ellenére elmennek egy Grateful Dead koncertre, Barry ki akarja dobatni magukat, sikertelenül, ezért úgy dönt, új barátokat keres. Végül mégis visszatalál a JTB-hez, és az is kiderül, hogy a suli után Matt lett a legjobb barátja. Eközben Adam otthon egy csúnya szót használ, amikor Papi véletlenül kiüti a kezéből a videókamerát, és ezért Beverly eldönti, hogy minden csúnya szó után pénzt kell tenni egy befőttesüvegbe. Csakhogy a helyzet eszkalálódik: miután kiderül, hogy Beverly káromkodik a legtöbbet, és az egész az ő lehúzására lett kitalálva, jön pár újabb szabály: Murraynek kell dobnia, ha barmoknak nevezi a gyerekeit, majd Ericának és Adamnek is még újabb szabályok. |     |                                                                                   |                   |                                 |                                      |             |
| 89. | 18. | Baré (Baré)                                                                       | Jay Chandrasekhar | Steve Basilone                  | 2017. március 15. 2018. március 31.  | 5,42 millió |
| Lainey bejelenti, hogy egy floridai egyetemre fog járni, kitanulni a divatszakmát. Ez kétségbeeséssel tölti el Barryt, akinek választania kell: az álmait kövesse és legyen orvos, vagy a szívét és maradjon Laineyvel. Először a Doogie Howser sorozat mintájára próbál gyorstalpalón orvos lenni, majd mikor ez nem sikerül, Baré néven divattervezőnek áll, hogy Lainey után mehessen. De közben Beverly is beszélt Laineyvel, aki meggyőzte őt, hogy hagyja, hogy Barry megvalósítsa az álmait, még ha ez a kapcsolatuk végét is jelenti. Közben Erica és Adam mérgesek lesznek Murrayre, mert úgy látják, több szeretetet fordít a család kutyájára, mint rájuk. Kiderül, hogy ez azért van, mert Murray titokban szomorú amiatt, hogy a gyerekei olyan gyorsan felnőnek és elmennek messzire. Amikor Erica azt mondja, hogy inkább a közelben maradna, Murray azt mondja neki, hogy kövesse az álmait, és támogatja, hogy sikeresen felvételizzen Miamiba. |     |                                                                                   |                   |                                 |                                      |             |
| 90. | 19. | Egy felejthetetlen este (A Night to Remember)                                     | Lew Schneider     | Chris Bishop                    | 2017. március 29. 2018. április 7.   | 6,07 millió |
| Erica és Geoff együtt szeretnének menni az iskolai bálba, de sokat szerencsétlenkednek azzal, hogy meghívják egymást, ezért külön-külön mennek, és csak ott találkoznak újra. Lainey viszont egyáltalán nem akar menni, hiszen itt jöttek össze Barryvel, és arra emlékezteti ez az egész, hogy egyre kevesebb idejük van hátra együtt. Adam egy hozzá hasonló lányba, Jackie-be lesz szerelmes, aki nagyon szereti A Gyűrűk urát. Mivel Adam nem olvasta, hogy imponáljon neki, elolvassa a rövidített verziót. |     |                                                                                   |                   |                                 |                                      |             |
| 91. | 20. | A Dinamikus Duó (The Dynamic Duo)                                                 | Kevin Smith       | Andrew Secunda                  | 2017. április 5. 2018. március 17.   | 5,63 millió |
| Miután elszúrja az elbeszélgetést, Ericát nem veszik fel a Carnegie Egyetemre, így a Penn State marad az egyetlen választása. Hatalmas szerencsére Murray is oda járt, így tudna neki segíteni a felvételiben - csakhogy kiderül, hogy Murray sosem végezte el az egyetemet, egyetlen kredit híján. A csalódott Erica úgy véli, akkor a saját álmait követve dalokat fog énekelni az utcán az esőben - míg ki nem békül az apjával. Közben Adam és Papi megnézik az új Batman-filmet, ami Papinak nem tetszik, mert nem is emlékeztet az Adam West-féle sorozatra. Barry, akit kihagytak a mulatságból, elhatározza, hogy Joker módjára bosszút áll. |     |                                                                                   |                   |                                 |                                      |             |
| 92. | 21. | Hobbi (Fonzie Scheme)                                                             | Jude Weng         | Matt Mira & Erik Weiner         | 2017. április 26. 2018. április 15.  | 5,23 millió |
| Adam aggódik, hogy ha Erica elmegy, nem lesz, aki a Barryvel folytatott vitáiban igazságot tegyen. Az első helyzet máris előáll, amikor a bátyja a golfklubban kezd el dolgozni, és ugratásokat csinál a kocsikkal. Amikor bajba kerülnek és Barry beszorul az egyik golfkocsi alá, Erica nem hajlandó segíteni. Eközben Murray oklevelet kap a városi kereskedelmi kamarától. Beverly szégyelli, hogy a férjének egy hobbija sincs, ezért megpróbál keríteni neki egyet. Zene: Nena - 99 Luftballons |     |                                                                                   |                   |                                 |                                      |             |
| 93. | 22. | A másnap utáni másnap (The Day After the Day After)                               | Jay Chandrasekhar | Alex Barnow                     | 2017. május 3. 2018. április 22.     | 5,16 millió |
| Barry, Lainey, és a JTP megnézik a Másnap című tévéfilmet Murrayvel. Ennek hatására Barry egy bunkert akar építeni, ahová elbújhatnak a nukleáris holokauszt elől. Csakhogy közbeszól Murray, aki a többiek szerint is sokkal alkalmasabb vezető, mert jobb képességei vannak - így Barry egyedül lát neki a védelem megszervezésének. Eközben itt az anyák napja is. Kihasználván az ebben rejlő lehetőséget, Erica és Adam is manipulálni akarják az anyjukat. Erica szeretne jelentkezni az Emory Egyetemre, Adam pedig a tengerpartra szeretne menni a hétvégén Jackie-vel. A kettő együtt nem mehet, így vérre menő küzdelmet folytatnak egymás ellen. |     |                                                                                   |                   |                                 |                                      |             |
| 94. | 23. | Jedi Mester Adam Skywalker (Jedi Master Adam Skywalker)                           | Lew Schneider     | Dan Levy                        | 2017. május 10. 2018. április 29.    | 5,22 millió |
| Barry és Erica az iskolai évkönyvbe kerüléssel kapcsolatban kerülnek vitába: a kérdés az, hogy a legcukibb pár titulust a Barry-Lainey, vagy az Erica-Geoff párosítás kapja. Adam és Jackie az iskolai évkönyv szerkesztői, így mindent megtesznek, hogy öccsük kedvében járjanak, míg meg nem unják, és be nem törnek a komputerszobába. Rajtakapják őket, Barry pedig közben tönkretesz egy értékes floppylemezt. Közben Marvin azzal érkezik a családhoz, hogy munka kellene neki - aztán kiderül, hogy a kocsijában él, így a család befogadja őt. |     |                                                                                   |                   |                                 |                                      |             |
| 95. | 24. | Ballagás (Graduation Day)                                                         | Kevin Smith       | Matthew Edsall & Hans Rodionoff | 2017. május 17. 2018. április 29.    | 5,27 millió |
| Lassan eljön az érettségi napja, Beverly pedig egyre nosztalgikusabb hangulatban van. Lainey és Barry megbeszélik, hogy mielőtt elmenne egyetemre Georgiába, az egész nyarat együtt töltik - azt már csak Billtől tudja meg, és éppen az érettségi ceremónia kellős közepén, hogy Lainey pár nap múlva elutazik. Erica az utolsó pillanatban meggondolja magát, és nem akarja átvenni az érettségijét, mert inkább itthon maradna - végül szülei beszélik rá, hogy így lesz a legjobb. Közben Adam és Jackie, akik hivatalosan is egy pár, együtt nézik a moziban a Rendőrakadémia 5-öt, de a nyár alkalmából hazatérő Dana felforgatja a dolgokat. |     |                                                                                   |                   |                                 |                                      |             |

### Ötödik évad (2017-2018)
| Sor. | Év. | Cím                                                     | Rendező           | Író                                          | Premier                               | Nézettség   |
| --- | --- | ------------------------------------------------------- | ----------------- | -------------------------------------------- | ------------------------------------- | ----------- |
| 96. | 1.  | Különös kísérlet (Weird Science)                        | David Katzenberg  | Chris Bishop                                 | 2017. szeptember 27. 2019. június 18. | 6,20 millió |
| Erica elköltözik otthonról, de mivel annyira nehéz a búcsúzás, szülei elkísérik a kollégiumba és segítenek neki a beköltözésnél. Beverly rájön, hogy a lánya szobatársát is Ericának hívják majd (Kaliforniai Erica), és annyira belejön a rendezgetésbe, hogy teljesen lejáratja a lányát a campuson. Kaliforniai Erica érteti meg vele, hogy milyen szerencsés, hogy mégis ilyen anyja van. Eközben Barry, aki végzős, és nagyon hiányzik neki Lainey, pótcselekvésként az öccsét kezdi el szekálni. Adam, miután látta a "Különös kísérlet" című filmet, úgy gondolja, meg tudja alkotni bátyja számára a tökéletes barátnőt. Bár Barry tudja, hogy az egész csak kamu, belemegy öccse kedvéért a játékba, hogy bizonyítsa, bánata őszinte. Végül belátja, hogy talán érdemes lenne továbblépnie.                                                |     |                                                         |                   |                                              |                                       |             |
| 97. | 2.  | Hogan az én nagypapám (Hogan Is My Grandfather)         | Lew Schneider     | Marc Firek                                   | 2017. október 4. 2019. június 19.     | 5,79 millió |
| Adam történelemtanára megengedi a fiúnak, hogy beadandó helyett készítsen egy második világháborús tematikájú rövidfilmet. Papit interjúvolja meg, aki háborús veterán, de mivel a történetei unalmasak, úgy dönt, az unokája kedvéért felturbózza őket a "Hogan's Heroes" című sorozatból vett elemekkel. A tanár ezt észreveszi, és egyest ad, Adam pedig dührohamot, ezért az igazgatói irodába kerül. Közben Ericának nehezére esik az önálló mindennapi életben helytállni, ezért az anyjától kér segítséget. Beverly viszont nem szívesen segít, mert fél, hogy a gyerekei önállóan is helyt tudnak állni, nélküle is. |     |                                                         |                   |                                              |                                       |             |
| 98. | 3.  | Goldberg a Goldberg ellen (Goldberg On The Goldbergs)   | David Katzenberg  | David Guarascio                              | 2017. október 11. 2019. június 20.    | 5,66 millió |
| Miután Barry összetöri Adam szemüvegét testnevelésóra során, Beverly panaszra megy Mellor edzőhöz. Az edző bevallja neki, hogy gyerekkorában a bátyja egyfolytában piszkálta őt. Beverly megkeresi Nicket, aki a Villanova Egyetem futballcsapata mellett dolgozik, hogy segítsen rendezni a köztük fennálló sérelmeket. Közben Erica tetemes telefonszámlát halmoz fel a Geoff Schwartz-cal való mindennapos beszélgetései miatt. Murray ezt nem találja nagy problémának, mert a lánya addig sem veti bele magát az egyetemi éjszakai életbe. |     |                                                         |                   |                                              |                                       |             |
| 99. | 4.  | Goldbergék visszavágnak (Revenge O' The Nerds)          | David Katzenberg  | Jennifer Irwin                               | 2017. október 18. 2019. június 21.    | 5,62 millió |
| Ericának egyetlen estéje marad megírnia egy beadandót egy filmről. Aznap egy fellépés ürügyén a városba hívja Adamet, aki magával viszi Dave Kimet, Chad Krempet és Szergejt, csak azért, hogy a segítségükkel írhassa meg. Közben a fiúk úgy szeretnék megélni az egészet, mintha csak "A suttyók visszavágnak" című film lenne a valóság, amiben az egyetemi életet aranyéletnek tüntetik fel. Közben Beverly változásokat akar az életében, aminek első eleme egy rémes új frizura. Barry és a JTP pedig begöndörítik a hajukat, szintén rémes eredményt produkálva. |     |                                                         |                   |                                              |                                       |             |
| 100. | 5.  | Jackie a Star Treket szereti (Jackie Likes Star Trek)   | Lea Thompson      | Andrew Secunda                               | 2017. október 25. 2019. június 24.    | 5,49 millió |
| Adam és Jackie összevesznek a Halloween-jelmezükön: Adam, mint nagy Star Wars-rajongó, azt szeretné, ha Jackie lenne Leia hercegnő, míg ő Han Solo; Jackie viszont a Star Treket kedveli, és Uhurának öltözik, Adamet pedig Spockként szeretné látni. A dolog komolyan elfajul köztük, de végül Adam belátja, hogy a szerelme fontosabb, mint hogy ragaszkodjon a rajongása tárgyához. Közben váratlanul felbukkan Lainey, és közli Barryvel, hogy nagyon hiányzott neki. Egy kellemes Halloweent töltenek együtt, de aztán rájönnek, hogy nem menne ez nekik távkapcsolatban, így elválnak útjaik. Erica és Geoff viszont megerősítik a kapcsolatukat, mert őket csak három órás út választja el. |     |                                                         |                   |                                              |                                       |             |
| 101. | 6.  | A csaj haver (Girl Talk)                                | Jay Chandrasekhar | Steve Basilone                               | 2017. november 1. 2019. június 25.    | 4,99 millió |
| Barry, hogy túltegye magát Lainey-n, egy Jamie Weisman nevű lánynak kezd el udvarolni, de visszautasítják. Hogy megértse a nőket, úgy dönt, beszökik Erica szobájába, még ha a nővére ezt határozottan meg is tiltotta neki. Beverly elébe megy a dolgoknak, és miután segít Pucér Robnak nőt találni, Barry is a tanácsát kéri. Sikerül összehoznia egy randit, aminek Beverly örül, mert a lány színötös tanuló, a lány jelleme ellenére. Közben a bútorszalonnak elkezd rosszul menni a rivális reklámjai miatt. Marvin bácsi új, furcsa reklámokkal próbálja felturbózni a vásárlóközönséget. |     |                                                         |                   |                                              |                                       |             |
| 102. | 7.  | Wall Street-i hálaadás (A Wall Street Thanksgiving)     | Lew Schneider     | Lauren Bans                                  | 2017. november 15. 2019. június 26.   | 5,63 millió |
| Beverly változása folytatódik: hálaadáskor nem hajlandó rendes vacsorát adni, és az adósságokkal küzdő Ericának sem segít. Erica szorult helyzetében hitelkártyacsaló lesz, és nem engedi Geoff-nak sem, hogy segítsen neki. Marvin bácsi könnyű pénzszerzés ígéretével kicsal a JTP-től ezer dollárt, amit Murray igyekszik megakadályozni. Ezzel magára vonja Barry haragját. Csakhamar kiderül, hogy a pénzt Marvin elbukta, mert Atari-részvényekbe fektette, a cég pedig a botrányos E.T. játék miatt a tönk szélére került. |     |                                                         |                   |                                              |                                       |             |
| 103. | 8.  | A vezetés körforgása újra (The Circle of Driving Again) | Lew Schneider     | Alex Barnow                                  | 2017. november 29. 2019. június 27.   | 5,63 millió |
| Murray szerint ideje lenne, hogy Adam megtanuljon vezetni - csakhogy fél ettől és úgy érzi, nem áll erre készen. Erica unatkozik és nem talál barátokat az egyetemen, és a frusztrációját csak erősíti, hogy a látogatóba érkező Barry milyen jól beilleszkedik. |     |                                                         |                   |                                              |                                       |             |
| 104. | 9.  | Az ősök nem értenek meg (Parents Just Don't Understand) | David Katzenberg  | Dan Levy                                     | 2017. december 6. 2019. június 28.    | 5,43 millió |
| Adam és Barry egy videóklipet szeretnének csinálni, DJ Jazzy Jeff és Fresh Prince közös száma, a "Parents Just Don't Understand" alapján. Saját daluk Murray érzéketlenségéről szól. Eközben Ericának elege lesz abból, hogy Beverly folyton hívogatja és érdeklődik utána, ezért elhatározza, hogy nem veszi fel a telefont, majd lázadásból egy hatalmas bulit rendez. |     |                                                         |                   |                                              |                                       |             |
| 105. | 10. | Ki gyújtja a tüzet? (We Didn't Start the Fire)          | Jay Chandrasekhar | Daisy Gardner                                | 2017. december 13. 2019. július 1.    | 6,10 millió |
| Barry egyre frusztráltabb, amiért Adamnek van barátnője, neki pedig nincs, ezért úgy dönt, hogy ellopja öccse dalát, Billy Joel "We Didn't Start The Fire" című számát, hogy az iskolai tehetségkutatón így szedjen össze egy kis népszerűséget. Mivel nem tudja a szöveget, először Papihoz fordul segítségért, majd végül Adam segítségével adják elő közösen a produkciót. Közben Beverly és Lou Schwartz azon versengenek, hogy ha a gyerekeik egyszer összeházasodnak, kinek kellene szerveznie a hanukát a közös családnak. |     |                                                         |                   |                                              |                                       |             |
| 106. | 11. | A Goldberg lányok (The Goldberg Girls)                  | Lea Thompson      | Mark Firek                                   | 2018. január 3. 2019. július 2.       | 5,90 millió |
| Beverly fél, hogy nem tud magával mit kezdeni, ha a gyerekek kirepültek a családi fészekből, ezért elhatározza, hogy saját baráti kört alapít az Öreglányok című sorozat mintájára. Választott barátnői először úgy tűnik, egyáltalán nem tudnak részt venni a mindennapi összejövetelekben, de egy váratlan hóvihar megmenti a napot. Közben Erica azt szeretné, ha a romantikus Geoff legalább a szünetben nem nyaggatná, ami miatt végül úgy érzi, olyan érzéketlen kezd lenni, mint az apja. Nekilát, hogy bebizonyítsa szerelmét Geoff-nak, és ezért még Murray fűnyíróját is ellopja. |     |                                                         |                   |                                              |                                       |             |
| 107. | 12. | Vacsora Goldbergékkel (Dinner with the Goldbergs)       | Joanna Kerns      | Andy Secunda                                 | 2018. január 10. 2019. július 3.      | 6,05 millió |
| Geoff meghívja az egész családot Erica születésnapja alkalmából egy étterembe - csak azzal nem számol, hogy Goldbergék rémes éttermi vendégek. Murray túl sokáig válogat az étlapról, Beverly furcsa kívánságokkal áll elő és elvész a részletekben, Adam nem akar gyerekmenüt, de a felnőtt adagot nem bírja megenni, Barry bizarr ételeket rendel, Papi pedig a szomszédos asztalok vendégeivel beszélget. |     |                                                         |                   |                                              |                                       |             |
| 108. | 13. | A Hooters (The Hooters)                                 | Lew Schneider     | Brian Hennely                                | 2018. január 17. 2019. július 4.      | 6,52 millió |
| Erica maga mögött akarja hagyni fiatalos középiskolás énjét, és kulturáltabb, felnőttesebb akar lenni. Annyira, hogy nem megy el Geoff-fal a philadelphiai The Hooters zenekar koncertjére sem. A fiú ezért Barryt viszi magával, majd később ő és Beverly elmennek Erica avantgárd koncertjére, hogy megmutassák neki, mennyire fellengzúsen és tévesen gondolkodik. Eközben Adam szeretne komikus lenni, mert úgy érzi, abban az egyben legalább jó, de Murray azt mondja neki, hogy egyáltalán nem vicces, és keressen egy rendes állást. Adam ettől annyira ledöbben, hogy teljesen elveszti a humorérzékét. |     |                                                         |                   |                                              |                                       |             |
| 109. | 14. | Hail Barry (Hail Barry)                                 | Melissa Joan Hart | David Guarascio                              | 2018. február 28. 2019. július 5.     | 5,44 millió |
| A QVC teleshopping csatorna inspiráló hatására Beverly bizarr ruhadarabokat készít nekik, Murray pedig tőle szokatlan módon támogatja ebben. Amikor a cég nem akarja megvenni, Murray azt javasolja, hogy árulják azokat a bútorboltban - igazából azonban egész máshol kötnek ki a ruhák. Kihasználva, hogy Beverly kijelenti, nem szól bele az életébe, Barry úgy dönt, hogy tehetségtelensége ellenére az amerikai futballcsapat tagja lesz. Az epizód érdekessége, hogy a végén szerepel a valódi JTB, valamint az igazi Beverly Goldberg is. Zene: Queen - We Are The Champions |     |                                                         |                   |                                              |                                       |             |
| 110. | 15. | Adam Spielberg (Adam Spielberg)                         | David Katzenberg  | Steve Basilone                               | 2018. március 7. 2019. július 8.      | 5,58 millió |
| Adam szeretné elkészíteni a saját Indiana Jones filmjét, Erica és Jackie segítségével. Bár Beverly megígéri, hogy nem avatkozik bele a dologba, mégis összecsődíti a környék fiatalságát a segítségére. Menet közben rájön, hogy rendezőnek lenni nagyon nehéz feladat, és hogy talán jobban ért a forgatókönyvek megírásához. Eközben Barry azt állítja, megtalálta Philadelphia legjobb húsos szendvicsét, csak éppen azt felejtette el, hol is van az a hely. Mellor edző információja hatására ő és Murray elindulnak az étterem felé. |     |                                                         |                   |                                              |                                       |             |
| 111. | 16. | A hajgumi szabály (The Scrunchie Rule)                  | David Katzenberg  | Chris Bishop                                 | 2018. március 21. 2019. július 9.     | 5,73 millió |
| Erica és a szobatársa annyira irritálják egymást, hogy a lány az egész szobát kisajátítja magának. Erica bosszúból elhívja Barryt, hogy idegesítse a másik Ericát, de ők ketten meglepően jól megértik egymást. Ezért folyamatosan újabb vendégek érkeznek a helyzet eszkalálása miatt: Lainey, Geoff, a JTB, Johnny Atkins és Carla. Közben Beverly, aki rosszul érzi magát az üres házban, a sérült Mellor edzőt és a testvérét pátyolgatja, Murray pedig több időt szeretne együtt tölteni a feleségével. |     |                                                         |                   |                                              |                                       |             |
| 112. | 17. | Színek (Colors)                                         | Jay Chandrasekhar | Annie Mebane                                 | 2018. március 28. 2019. július 10.    | 5,49 millió |
| Barry manipulálja Beverlyt, hogy övé és a JTB-é legyen az egész ház, így Beverly és a barátnői felveszik a kesztyűt. Egy ideig úgy is tűnik, hogy sikerrel járnak, míg el nem kezdik sértegetni Barryt. Adam, Murray hibájából, lemarad a "József és a színes szélesvásznú álomkabát" meghallgatásáról, ezért megpróbálja apjával megszerettetni a színházat. |     |                                                         |                   |                                              |                                       |             |
| 113. | 18. | Tavaszi szünet (MTV Spring Break)                       | Jay Chandrasekhar | Matt Mira                                    | 2018. április 4. 2019. július 11.     | 5,37 millió |
| Barry, Erica, Johnny és Carla Floridába utaznak a tavaszi szünet idején. Barry és Erica Papi nyaralójában szállnak meg, de rájönnek, mennyire unalmas a vidék, ezért elkezdik megszegni a szabályokat. Papinak nem tetszik a viselkedésük, ami feszültséget okoz közöttük. Közben Beverly kap egy szőrmekabátot, amit Adam kölcsönvesz egy, a jetiről szóló filmjéhez. A kabát tönkremegy, és mivel nem tudja helyrehozni, Adam úgy dönt, őszintén bevall mindent. Mikor ez visszafelé sül el, lázadni kezd. |     |                                                         |                   |                                              |                                       |             |
| 114. | 19. | Flashdance (Flashy Little Flashdancer)                  | Jason Blount      | Erik Weiner                                  | 2018. április 11. 2019. július 12.    | 5,22 millió |
| Beverly és barátnői táncórára járnak. Amikor Beverly a többieket is megpróbálja rávenni, hogy csatlakozzanak, csak kinevetik őt, ami nagyon rosszul esik neki, és úgy érzi, az életmódváltása egy kudarc. Barry és Erica megvigasztalják, de ő Murray-re is haragszik, aki, hogy kiengesztelje, elhatározza, hogy mégis táncolni tanul. Ekközben Emmy Misrky Brian McMahonnal kezd el randizni, aki egy népszerű srác a suliban, ezért Adam attól fél, hogy a barátságuk is megsínyli ezt. Először a barátai közül próbál meg valakit találni a lánynak, majd elérni, hogy szakítsanak. |     |                                                         |                   |                                              |                                       |             |
| 115. | 20. | Életre szóló lehetőség (The Opportunity of a Lifetime)  | Anton Cropper     | Alex Barnow                                  | 2018. május 2. 2019. július 15.       | 4,79 millió |
| Adam egy rádiójátékon megnyeri annak a lehetőségét, hogy a Philadelphia Phillies következő meccsen ő végezze a kezdődobást. Adam átruházza a jogot Barryre, aki úgy véli, ez egy soha vissza nem térő lehetőség, hogy lenyűgözze a csapatot, és sportkarriert futhasson be. A baj csak az, hogy Barry egyáltalán nem tud dobni, hiába gyakorol, és Beverly nem szeretné, hogy a fia hatvanezer ember szeme láttára lejárassa magát. Eközben Lainey meglátogatja a két Ericát, és mind arról panaszkodnak, mekkora szívás az egyetem. Miután kiderül, hogy mind szeretik a zenét, egy bandát alakítanak - első számukról azonban kiderül, hogy nagyon hasonlít Joan Jett "I Love Rock and Roll" című számára. Bár az első fellépésük nem sikerül tökéletesen, mindhárom lány elhatározza, hogy otthagyják az iskolát és csak a zenére koncentrálnak. |     |                                                         |                   |                                              |                                       |             |
| 116. | 21. | Űrgolyhók (Spaceballs)                                  | Lew Schneider     | Aaron Kaczander                              | 2018. május 9. 2019. július 16.       | 4,74 millió |
| Miután megnézte az Űrgolyhók című filmet, Adam egy Mel Brooks fan clubot alakít. Jackie a hirdetőposzterét tévedésből politikai szatírának nézi, és lehozza az iskolaújságban. Beverly és Papi megjelennek a szülők hétvégéjén, amikor is Erica közölni szeretné, hogy abbahagyja az iskolát, de váratlanul Murray is felbukkan, és ez megnehezíti a dolgot. Az epizód érdekessége, hogy a stáblista alatt Lord Helmet hangját Rick Moranis adja, aki már hosszú évek óta visszavonult a filmezéstől. |     |                                                         |                   |                                              |                                       |             |
| 117. | 22. | Csínyek hete (Let's Val Kilmer This Car)                | Lew Schneider     | Matthew Edsall & Adam Olsen & Hans Rodionoff | 2018. május 16. 2019. július 17.      | 5,09 millió |
| Barry egy hatalmas balhéval ki akarja provokálni, hogy függesszék fel az iskolában, mert akkor nem kell egyedül mennie a bálba. Murray elfogadja, hogy Erica nem akar a főiskolán maradni, de csak azzal a feltétellel, ha talál egy rendes állást és tud lakbért fizetni. Beverly elintézi, hogy a zenekaruk felléphessen a bálon, csakhogy Ball igazgató felfüggeszti a rendezvényt addig, amíg valaki be nem vallja, ki tette tönkre a kocsiját. Barry végül bevallja, hogy ő volt a tettes, de addigra az igazgatót sem érdekli, mert a biztosító már fizetett. Lainey-t nagyon megérinti, hogy Barry kész volt ezt megtenni értük. Kibékülnek, és a pillanat hevében Barry megkéri Lainey kezét, aki igent mond, majd elmennek a bálba, ahol a lányok zenekara zenél.                                                                          |     |                                                         |                   |                                              |                                       |             |

### Hatodik évad (2018-2019)
| Sor. | Év. | Cím                                                                     | Rendező           | Író                              | Premier                                  | Nézettség   |
| --- | --- | ----------------------------------------------------------------------- | ----------------- | -------------------------------- | ---------------------------------------- | ----------- |
| 118. | 1.  | Tizenhat szál gyertya (Sixteen Candles)                                 | Lew Schneider     | Lew Schneider                    | 2018. szeptember 26. 2019. szeptember 2. | 5,15 millió |
| Miután Barry és Lainey bejelentették, hogy összeházasodnak, és Erica pedig otthagyta az iskolát, Beverly és Murray figyelmét egyszerűen elkerüli az a tény, hogy Adam betöltötte a 16. születésnapját. Barry és Lainey unokák ígéretével akarják megszerezni az anyai áldást, de Beverly anyáskodó viselkedése megrettenti Laineyt. Erica rájön, hogy a bandájukkal hatalmas villanyszámlát csináltak, ezért ara biztatja Adamet, hogy tartson egy hatalmas szülinapi bulit, ami eltereli róluk a figyelmet. A parti a "Tizenhat szál gyertya" című film alapján szerveződik, és hamarosan elszabadul. |     |                                                                         |                   |                                  |                                          |             |
| 119. | 2.  | Bezukózva (You Got Zuko'd)                                              | Jason Blount      | Jason Blount                     | 2018. október 3. 2019. szeptember 3.     | 5,13 millió |
| Jackie visszatér a nyári szünetről, egy teljesen új személyként, amit Adam eleinte nem igazán tud kezelni. A helyzetet csak nehezíti, hogy a szerettei tanácsokat adnak neki, amiket rendre rosszul fogad meg. Eközben Beverly közli Lainey-vel, hogy nem tud főzni, és meg kell tanulnia legalább olyan jól, mint ahogy ő teszi. |     |                                                                         |                   |                                  |                                          |             |
| 120. | 3.  | Baró (RAD!)                                                             | Lew Schneider     | Lew Schneider                    | 2018. október 10. 2019. szeptember 4.    | 5,05 millió |
| Erica állást kap a városi karaoke-bárban, és szinte azonnal megtiltja az anyjának, hogy odamenjen énekelni. Később a tulajdonos javaslatára mégis kénytelen beleegyezni, hogy Beverly és a barátnői megjelenjenek. Barry úgy akar egy kis pénzt szerezni, hogy BMX-videókat forgatna Adammel - ám kiderül, hogy a BMX-ezéshez egy kicsivel több tehetségre van szüksége. |     |                                                                         |                   |                                  |                                          |             |
| 121. | 4.  | Hersheypark (Hersheypark)                                               | Jay Chandrasekhar | Daisy Gardner                    | 2018. október 17. 2019. szeptember 5.    | 4,90 millió |
| Adamék osztálya a Hersheyparkba tart, és velük menne Beverly is kísérőként. Miután a barátaik ezt cikinek tartják, Adam megjátssza, hogy a rendezvény elmarad, de amikor az anyja rájön erre, szokása szerint bűntudatot kelt benne. És ha ez nem lenne elég, a barátai szülei is eljönnek, ugyanezért. Közben a karriernapon Geoff és Barry az apjuk munkahelyére mennek, de fordítva: Geoff a bútorboltba megy Murray-hez, Barry pedig Lou Schwartz szemészeti rendelőjébe. |     |                                                                         |                   |                                  |                                          |             |
| 122. | 5.  | Késkezű (Mister Knifey-Hands)                                           | Lew Schneider     | Andrew Secunda                   | 2018. október 24. 2019. szeptember 6.    | 4,97 millió |
| Adam megnézi Jackie-vel a Rémálom az Elm utcában című filmet, és utána nem mer elaludni. Beverly a saját módján próbálja megvigasztalni a fiát, sikertelenül, végül Jackie apja az, aki megnyugtatja, amikor megmutatja neki, hogyan kerül Freddy Krueger maszkja Robert Englund színészre. Beverlynek nem tetszik, hogy más segít a fián, és Murrayt is ellenük hangolja, aki már elhitte róluk, hogy Geary-ék hippik. Eközben Erica, aki eleinte nem akar összeöltözni Geoff-fal az iskola Halloween-bálján, hirtelen rájön, milyen jó volt gimisnek lenni, és visszajár az iskolába. |     |                                                                         |                   |                                  |                                          |             |
| 123. | 6.  | Hegedűs (Fiddler)                                                       | Jason Blount      | Chris Bishop                     | 2018. október 31. 2019. szeptember 9.    | 4,79 millió |
| Murray arra bátorítja Adamet, hogy vállalja el az iskolai Hegedűs a háztetőn-színdarab főszerepét. Adam viszont utálja az egészet és inkább egy kisebb szerepre jelentkezik. Közben Erica megtudja, hogy Geoff remekül teljesített a szintfelmérő teszten, és a Kaliforniai Egyetemre fog jelentkezni. Ezt ő is lehetőségnek látja, hogy vele tarthasson, és reklámdalok írásával legyen híres. Beverly, aki nem akarja, hogy elmenjen a lánya, rábírja, hogy írjon butácska dalokat nem létező termékekhez. |     |                                                                         |                   |                                  |                                          |             |
| 124. | 7.  | Bohém rap széria (Bohemian Rap City)                                    | Jay Chandrasekhar | Chris Bishop                     | 2018. november 7. 2019. szeptember 10.   | 5,12 millió |
| Adam játékok iránti vonzalma már a szüleit is nagyon zavarja, ezért megpróbálnak neki kitalálni valami új hobbit. Közben a lányok zenekara egy meghallgatásra megy, de a banda egységét kikezdi a tagok saját egyéni ambíciója. |     |                                                                         |                   |                                  |                                          |             |
| 125. | 8.  | A nappali: 100%-ig igaz történet (The Living Room: A 100% True Story)   | Lew Schneider     | Lauren Bans                      | 2018. november 28. 2019. szeptember 11.  | 4,94 millió |
| Barry, mint leendő orvos, rájön, hogy az apjának többet kell törődnie az egészségével, ezért Mellor edző és a JTB segítségével formába akarja hozni Murrayt. Eközben Beverly megdöbben, hogy se Adamet, se Ericát nem érdekli a féltve őrzött családi örökség. |     |                                                                         |                   |                                  |                                          |             |
| 126. | 9.  | A legénybúcsú (Bachelor Party)                                          | Christine Lakin   | Mike Sikowitz                    | 2018. december 5 2019. szeptember 12.    | 4,88 millió |
| Barry Adamet kéri fel esküvői tanújául és megkéri, hogy rendezzen neki egy legénybúcsút. Beverly új autóval lepi meg Murrayt. |     |                                                                         |                   |                                  |                                          |             |
| 127. | 10. | Már hogyne lenne dinnyetermelő (Yippee Ki Yay Melon Farmer)             | Richie Keen       | Aaron Kaczander                  | 2018. december 12. 2019. szeptember 13.  | 5,29 millió |
| Adamnek megtetszik a "Drágán add az életed" című film, és elhatározza, hogy leforgatja a saját verzióját. Ebben az egyik tévéadónál szereplő Marvin bácsi van a segítségére. Murray támogatja a fiáékat, míg meg nem tudja, mogy Marvin a "Zsaruk" című sorozatban kapott epizódszerepet. Barry örül, hogy végre nem a családjával kell ünnepelnie karácsonykor, de csalódik, amikor megtudja, hogy Bill és Lainey nem tartják meg a karácsonyt azóta, hogy Lainey anyja elhagyta őket. Így Barry azt hazudja, hogy Lewisék karácsonya fantasztikus, mert tudja, hogy az anyja még jobb hanukát szeretne erre csinálni. |     |                                                                         |                   |                                  |                                          |             |
| 128. | 11. | Nászok ásza (The Wedding Singer)                                        | Lew Schneider     | Rachel Sweet                     | 2019. január 9. 2019. szeptember 16.     | 5,18 millió |
| Ahogy közeledik az esküvő napja, Barry és Lainey kezdenek rájönni, hogy még nem állnak készen, de nem merik elmondani a családjuknak. Pechjükre Beverly fantasztikus esküvőt tervez nekik, és még a híres esküvői énekest, Robbie Hartot is leszervezi nekik. Adam jelentkezik, hogy rögzítse az egész esküvőt videóra, de nem őt akarják, mert a filmjei túl butuskák. Geoff megpróbál segíteni, és ekkor kiderül, hogy Adam nem tudja kifejezni az igazi érzéseit, hanem humor mögé rejti őket. Lainey végül elhatározza, hogy nem akar férjhez menni, hanem Los Angelesbe megy, hogy megvalósítsa zenei karrierjét. Barry követi őt, hogy vele lehessen, de amikor meghallják, hogy Robbie Hart egy dalt énekel Juliának a gépen, rádöbbennek, hogy egyikük sem áll készen az esküvőre. Különválnak, de azzal, hogy egybekelnek, ha mindketten úgy érzik, készen állnak. Adam készít egy videót Barry és Lainey kapcsolatáról, hogy felvidítsa a bátyját, a jövőbeli narrátor Adam pedig megjegyzi, hogy bár nem házasodtak össze a nyolcvanas években, később még találkozott az útjuk. Az epizód a "Nászok ásza" című film alapján készült, annak jeleneteinek felhasználásával. Jon Lovitz újrajátssza a szerepét, Adam Sandler, Drew Barrymore és Billy Idol pedig archív felvételeken látszanak. |     |                                                                         |                   |                                  |                                          |             |
| 129. | 12. | A Pina Colada epizód (The Pina Colada Episode)                          | Lea Thompson      | Erik Weiner                      | 2019. január 19. 2019. szeptember 17.    | 4,80 millió |
| Barry szíve összetört, Erica együttese darabokra hullott, Bill pedig a lánya elvesztése miatt bánatos. Murray, hogy felvidítsa őket, vesz egy autós magnót, ami egyfolytában Rupert Holmes "Escape" című számát játssza, miután beverly és Geoff miatt meghibásodik. Murray próbálja az erős családtag szerepét játszani, miközben végül ő is megvallja, hogy neki is hiányzik Lainey. Közben Mellor edző is bejelenti, hogy otthagyja az iskolát, a helyére pedig a testvére kerül - miközben Adam azon mesterkedik, hogyan úszhatná meg a nagy futótesztet. |     |                                                                         |                   |                                  |                                          |             |
| 130. | 13. | Ügyvéd lehettem volna (I Coulda Been a Lawyer)                          | Jay Chandrasekhar | Steve Basilone                   | 2019. január 23. 2019. szeptember 18.    | 5,53 millió |
| Miután Beverlyt elütik egy kereszteződésben, a városházán követelni kezdi, hogy helyezzenek ki egy stoptáblát.Adam és Papi egy ezt támogató kisfilmet készítenek. Közben Barry segítséget kér Murraytől, hogy megírhassa a kollégiumi jelentkezését. Eközben Erica is komolyan kételkedni kezd saját magában és hogy mi lesz a jövőjével. |     |                                                                         |                   |                                  |                                          |             |
| 131. | 14. | A nagy csapat (Major League'd)                                          | Lea Thompson      | Alex Barnow                      | 2019. január 30. 2019. szeptember 19.    | 5,64 millió |
| "A nagy csapat" című film alapján készült epizódban Ball igazgató meg akar szabadulni az iskolai baseball-programtól, ezért Mr. Crosby segítségével diákokat toboroz a csapatba. Barry, Adam, Dave Kim és a JTB is bekerülnek a csapatba. |     |                                                                         |                   |                                  |                                          |             |
| 132. | 15. | A Valentin fiú (My Valentine Boy)                                       | Lew Schneider     | Matt Mira                        | 2019. február 13. 2019. szeptember 20.   | 4,77 millió |
| Erica és a JTB segítségével Barry visszanyeri magabiztosságát. Csakhogy rábírja Geoffot, hogy viselkedjen durván a zenekar új tagjával, Evannal, nehogy elszeresse tőle Ericát. Eközben Adam és Jackie a Valentin-napra készülnek. |     |                                                                         |                   |                                  |                                          |             |
| 133. | 16. | Csak egy Hegylakó klub maradhat (There Can Be Only One Highlander Club) | Lew Schneider     | Donielle Muransky & Alison Rich  | 2019. február 20. 2019. szeptember 23.   | 4,98 millió |
| Beverly szeretné, ha Johnny Atkins és Adam barátok lennének. Mikor Johnny látja, hogy Adamnek tetszik a Hegylakó című film, egy klubot szeretne vele alapítani, de Adam elárulja őt, ezért kitör köztük a háborúskodás. Végül kibékülnek, de Johnnyt otthagyja a barátnője Dave Kimért.Eközben Murray találkozik egy barátjával, akivel a gimi óta nem tartja a kapcsolatot, és Barry ezt látva szeretné elkerülni, hogy a JTB széthulljon, ha elvégzik az iskolát. |     |                                                                         |                   |                                  |                                          |             |
| 134. | 17. | A mi idegenünk (Our Perfect Strangers)                                  | Kevin Smith       | Mike Sikowitz                    | 2019. február 27. 2019. szeptember 24.   | 4,23 millió |
| Mikor Papi bejelenti, hogy az unokatestvére, Gelb érkezik látogatóba, Erica, Barry és Adam nem lelkesednek. Aztán rájönnek, hogy úgy használhatják őt, mint Baikit, a "Teljesen idegenek" című sorozat szereplőjét a filmben, hogy megvegyen nekik olyan dolgokat, amiket ők nem tudnak. Beverly szakácskönyvet készül készíteni, de emiatt összeveszik a barátnőivel. |     |                                                                         |                   |                                  |                                          |             |
| 135. | 18. | A Beverly Goldberg szakácskönyv (The Beverly Goldberg Cookbook)         | Fred Savage       | Hans Rodionoff                   | 2019. március 13. 2019. szeptember 25.   | 4,75 millió |
| Beverly végül úgy dönt, elküldi a szakácskönyve kéziratát különféle kiadóknak, de azok borzalmasnak találják. Adam úgy dönt, segít az anyjának egy konyhai tévés promóció forgatásában a könyv népszerűsítése érdekében. De Beverly a kamera előtt pánikba esik, ami miatt Adam is elveszti a fejét. Ezután stúdióban próbálkoznak, ott viszont Adam fagy le teljesen. Murray próbál segíteni Barrynek, amikor a fia elrontja a főiskolai ajánlólevelét. |     |                                                                         |                   |                                  |                                          |             |
| 136. | 19. | 8 bites Goldbergek (Eight-bit Goldbergs)                                | Jay Chandrasekhar | Lauren Bans                      | 2019. március 20. 2019. szeptember 26.   | 4,53 millió |
| A "Leisure Suit Larry" számítógépes játékon felbátorodva Adam megcsinálja a saját játékát, a családtagjait a főszerepbe helyezve. Barry és Erica felháborodnak ezen, mert az engedélyük nélkül tette ezt. Adam ezért Ericát lecseréli egy fiú karakterre, Ericre, de amikor a játék egyre népszerűbb lesz az iskolában, mindkét testvér azt követeli, hogy teljes egészében szedje ki őket. Murraynek viszont tetszik a dolog és arra bátorítja Adamet, hogy ne engedjen a követelésnek. Papi egy Atlantic City-i útja után szerencsejátékfüggő lesz, és Beverly és Bill próbálják lehozni erről. Az epizódban szereplő Eric a valódi Eric Goldbergre utal, ugyanis a sorozatot készítő Adam F. Goldbergnek nem volt lánytestvére. Ericcel készült egy, az epizódhoz kapcsolódó interjú is. |     |                                                                         |                   |                                  |                                          |             |
| 137. | 20. | Spektrumban (This is This is Spinal Tap)                                | Ryan Krayser      | Rachel Sweet & Adam Olsen        | 2019. április 3. 2019. szeptember 27.    | 4,39 millió |
| Adam egy dokumentumfilmet szeretne forgatni Ericáék zenekaráról, miután meghívják őket egy fellépésre a Spectrum arénába. Barry és Erica vitába keverednek arról, hogy Barry a zenekar tagja lehet-e. Beverly aggódik Murray egészsége miatt és elküldi orvoshoz, miután pánikba esik egy anyajegy miatt a hátán. Murraynek egyáltalán nem tetszik, hogy a felesége szétkürtölte mindenkinek a diagnózist, és még idegesebb lesz, amikor lemarad a veterán baseballsztár, Mike Schmidt búcsúmeccséről. |     |                                                                         |                   |                                  |                                          |             |
| 138. | 21. | Mindent vagy semmit (I Lost on Jeopardy)                                | Lew Schneider     | Chris Bishop & Alex Barnow       | 2019. április 10. 2019. szeptember 30.   | 4,63 millió |
| Erica jelentkezik a "Jeopardy!" című tévés játékba, hogy önbizalmat szerezzen magának a színpadra. Csakhogy a szülei szerint ahelyett, hogy erre koncentrálna, inkább vissza kellene kerülnie a főiskolára. Barry felfedezi, hogy tetszik Kimnek, de ő még nincs túl Lainey-n, ezért mindent megtesz, hogy elrettentse magától a lányt, még egy sértegető levelet is írattat Adammel. Végül aztán meggondolja magát, és segít a sérült lánynek, akivel aztán barátok lesznek. |     |                                                                         |                   |                                  |                                          |             |
| 139. | 22. | Anya üti Willowt (Mom Trumps Willow)                                    | Vern Davidson     | Andrew Secunda                   | 2019. május 1. 2019. október 1.          | 4,50 millió |
| Anyák napján Barry és Erica sikeresen kihúzzák magukat a Beverlyvel töltendő nap alól, így ő Adammel szeretne lenni. Adam viszont meg akarja nézni Dave Kimmel a Willow című filmet. Beleegyezik, hogy elmegy az anyjával fényképezkedni, de amikor Beverly a fotókat bögrékre és törülközőkre teteti, és megtiltja Adamnek, hogy megnézze a filmet, Adam végül közl az anyjával, hogy utálja őt. Beverly csak úgy hajlandó megbocsátani, ha megint az az édes kisfiú lesz, aki volt, ezért Adam reprodukálni akarja élete legkínosabb fényképét. Közben Barry több jelentkezését is elfogadják, köztük a Penn főiskolára is - csakhogy Ericáét is, aki szintén oda szeretne kerülni, és egymással marakodnak a szabad helyért. Murray ebben a kérdésben a lányát támogatja, Erica pedig végül bepánikol és közli az öccsével, hogy azt szeretné, ha ő is mellette lenne. Végül mindkettejüket felveszik. |     |                                                                         |                   |                                  |                                          |             |
| 140. | 23. | Kitörés (Breakin)                                                       | Jason Blount      | Adam F. Goldberg & Susan Cinoman | 2019. május 8. 2019. október 2.          | 4,65 millió |
| Adam véletlenül elszólja magát, hogy Barry sosem teljesítette a középiskola elvégzéséhez szükséges közösségi munkáját. Végül keményen dolgozik, és ő, a JTB, Geoff, Jackie, Carla, és Ruben Amaro Jr. is leérettségiznek. Erica és Geoff úgy határoznak, hogy egész nyáron követik a Grateful Dead zenekart. |     |                                                                         |                   |                                  |                                          |             |

### Hetedik évad (2019–2020)
| Sor. | Év. | Cím                                                                            | Rendező           | Író                        | Premier                                | Nézettség   |
| --- | --- | ------------------------------------------------------------------------------ | ----------------- | -------------------------- | -------------------------------------- | ----------- |
| 141. | 1.  | Goldberg családi vakáció (Vacation)                                            | Lew Schneider     | Alex Barnow & Chris Bishop | 2019. szeptember 25. 2020. november 2. | 4,44 millió |
| Beverly szeretne egy utolsó vakációt a családdal, mielőtt Barry és Erica is elmennének az egyetemre. Hasonlóan a "Családi vakáció" című filmhez, úgy gondolja, hogy repülő helyett autóval kell menniük Disneylandbe. Papi útközben otthagyja őket, Erica pedig, akinek Geoff azt mondta, hogy visszaérkezése után valami fontosat akar neki az út után mondani, azt hiszi, hogy a fiú szakítani akar vele. Beverly véletlenül meghallja a gyerekei beszélgetését, amelyből rájön, hogy a családi fészekből való kirepülést követően nemigen akarnak visszatérni. Lerobban a kocsijuk, Beverly pedig haza akarja őket vinni. Geoff veszi fel őket, aki csak annyit akart mondani, hogy egy évet csúsztat, mielőtt egyetemre menne. |     |                                                                                |                   |                            |                                        |             |
| 142. | 2.  | Dana visszatér (Dana's Back)                                                   | Jay Chandrasekhar | Mike Sikowitz              | 2019. október 2. 2020. november 3.     | 4,27 millió |
| Dana visszaköltözik Jenkintownba és újra egy iskolába jár Adammel. Csak a barátja szeretne lenni, de Adam féltékenykedni kezd, amikor a népszerűbb srácok megkörnyékezik, hogy össze szeretnének vele jönni. Barry és Erica felfedezik, hogy nincs érvényes felvételijük a kollégiumba. Beverlyt hibáztatják emiatt, miközben kiderül, hogy valójában Murray hibája. |     |                                                                                |                   |                            |                                        |             |
| 143. | 3.  | Kaja Geoff perc alatt (Food in a Geoffy)                                       | Lew Schneider     | Matt Roller                | 2019. október 9. 2020. november 4.     | 4,49 millió |
| Geoff egy ételkihordó szolgáltatást indít, de Barry és a JTB megnehezítik a dolgát. Adam, mint az egyetlen otthon maradt gyerek, fulladozik Beverly rátelepedésétől, de amikor nem engedik meg, hogy az iskolában beadandó helyett egy videóriportot használjon fel, az anyja befolyását igyekszik felhasználni. |     |                                                                                |                   |                            |                                        |             |
| 144. | 4.  | Party zóna (Animal House)                                                      | Jay Chandrasekhar | Bill Callahan              | 2019. október 16. 2020. november 5.    | 4,10 millió |
| Barry, aki a "Party zóna" című filmhez hasonló kollégiumi életet szeretne élni, és csatlakozni akar a Béta Zéta házhoz. Első próbálkozásai, amiket a film alapján csinál, sikertelenek, ezért elhatározza, hogy mint Nagy Zamat, a koleszos tehetségkutatón indul el Adam és Dave Kim segítségével. Mikor ez is sikertelenül sül el, Erica mutatja meg neki, hogy a JTB-vel már egy fantasztikus közösséget hozott össze. Beverly megkísérli kimozdítani Murrayt a karosszékéból és több közös programra rászedni. Amikor nem sikerül, Billel és Viccel szervez programokat, hogy iriggyé tegye a férjét. |     |                                                                                |                   |                            |                                        |             |
| 145. | 5.  | Családi csütörtök (Parents Thursday)                                           | Melissa Joan Hart | Aaron Kaczander            | 2019. október 23. 2020. november 6.    | 3,91 millió |
| Erica összebarátkozik egy Ren (Lauren) nevű lánnyal, és tart attól, hogy ha az anyja látogatóba jön hozzá, kínos helyzetbe hozza majd. Barry ötletére kitalálja, hogy hitesse el Beverlyvel, hogy szülői hétvége helyett "szülői csütörtök" lesz. Beverly azonban átlát ezen, Barry pedig, csak hogy megszerezze az otthonról hozott finomságokat, mindent ráfog Ericára. Erica másként látja a dolgokat, amikor kiderül, hogy Renhez a szülei el sem jöttek. Adam megtudja, hogy Dana jelentkezett az iskolai színdarabba Júliának, ezért ő Rómeónak jelentkezik, amit el is nyer, de Júlia szerepét egy másik lány, Vic lánya, Asha kapja meg. Amikor az egyik próbán csókolózni is kell, Dana féltékeny lesz, ráadásul Dave Kim szerint a füzetébe írt A.G. monogram is arra utal, hogy tetszik neki Adam (valójában az ősellenség Andrew Gallery-re gondolt). Amikor Vic közbelépése miatt kiveszik a csókot a színdarabból, Dana kapja meg Júlia szerepét, és hamar kiderül az is, hogy Asha csak színészkedett. Adam és Dana alakítják a főszerepet, és a darab végén mégis csókolóznak, és Adamet megdöbbenti, hogy nem érez semmit. |     |                                                                                |                   |                            |                                        |             |
| 146. | 6.  | 100%-ban igaz kísértethistória (A 100% True Ghost Story)                       | Christine Lakin   | Amy Mass                   | 2019. október 30. 2020. november 9.    | 4,02 millió |
| Miután megnézte a Rocky Horror Picture Show-t, Barry egy hatalmas Halloween-bulit akar a főiskolán. Erica viszont javában készülne a vizsgáira, és másodjára komolyabban áll neki a tanulmányainak is. Beverly és Adam meg vannak győződve róla, hogy szellem jár a házban, amikor egy festmény folyton leesik a falról. Murray, aki ezt baromságnak tartja, áthívja Mr. Katmant az iskolából, hogy adjon tudományos magyarázatot, Beverly viszont egy paranormális jelenségek szakértőjét hívja meg. |     |                                                                                |                   |                            |                                        |             |
| 147. | 7.  | Pankráció (WrestleMania)                                                       | Lew Schneider     | Erik Weiner                | 2019. november 6. 2020. november 10.   | 4,22 millió |
| Adam és Barry Papi segítségével meggyőzik Murrayt, hogy vegyen jegyeket a "WrestleMania IV" nevezetű pankrációs eseményre. A jegyeket mind megveszik, így csak kétes forrásból tudnak szerezni, amiért kivezettetik őket, de még előtte találkoznak Hulk Hogannel. Eközben az utcában két autót is kővel dobálnak meg, ezért Beverly szomszédfigyelő hálózatot szervez. Magát akarja vezetőnek, de nem számol a talpraesettebb Jane Bales-szel, aki szintén jelentkezik. |     |                                                                                |                   |                            |                                        |             |
| 148. | 8.  | Haragadás (Angst-Giving)                                                       | Melissa Joan Hart | Elizabeth Beckwith         | 2019. november 20. 2020. november 12.  | 4,11 millió |
| Ismét hálaadás van, Murray apja, Papa pedig ellátogat ismét a családhoz. Marvin bácsi felveszi a kollégiumban Ericát és Barryt, de a hazaúton alaposan eltévednek és egy nap késéssel érkeznek meg. Eddigre azonban különös módon Murray és Papa között rendeződnek az egész végig fagyos viszonyok, mikor az utóbbi kijelenti, hogy szeretne több időt együtt tölteni a családdal. |     |                                                                                |                   |                            |                                        |             |
| 149. | 9.  | Beverly Goldberg szakácskönyv: 2. rész (The Beverly Goldberg Cookbook: Part 2) | Lea Thompson      | Alison Rich                | 2019. december 4. 2020. november 11.   | 4,10 millió |
| Végre talál Beverly egy kiadót a szakácskönyvéhez, akik viszont minden recepthez háttértörténetet kérnének. Ezek a sztorik viszont szomorúak, bizarrak, vagy egyszerűen csak elmegy tőlük az ember étvágya. Ezért Adam segítségét kéri, hogy a sztorik elfogadhatóak legyenek. Erica és Barry között a feszültség a tetőfokára hág, így Geoffnak kell megérkeznie mint döntőbíró. Amikor ez nem válik be, Barry úgy dönt, egy lakásba költözik a többi JTB-taggal, Geoff pedig beköltözik Ericához. |     |                                                                                |                   |                            |                                        |             |
| 150. | 10. | Az élet csodaszép (It's a Wonderful Life)                                      | Eric Dean Seaton  | Aadip Desai                | 2019. december 11. 2020. november 13.  | 3,94 millió |
| Beverly ebben az évben is versenyez Krempékkel, megint családi karácsonyi fotósorozatot akar csináltatni, ami minden évben rettenetes. Geoff izgatott, hogy rákerülhet a fényképre, de Erica nem szeretné ezt, mert tart attól, hogy hová vezet a kapcsolatuk. Végül úgy oldódik meg a helyzet, hogy saját közös képeket készíttetnek. Eközben a JTB tagjainak elege lesz Barry vicceskedéseiből és hogy nem tiszteli a magánszférájukat. Barry ráadásul azt hiszi, félreértve Papi szavait, hogy egy hatalmas tréfát kell elsütnie, és akkor megoldódik a helyzet. Miközben a JTB igyekszik ráébreszteni Barryt, hogy változzon meg, ő álmában "Az élet csodaszép" című filmhez hasonlóan világosodik meg, és ébred rá, mit jelentenek egymásnak a barátaival. |     |                                                                                |                   |                            |                                        |             |
| 151. | 11. | Pickleball (Pickleball)                                                        | Lew Schneider     | Langan Kingsley            | 2020. január 15. 2020. november 16.    | 3,59 millió |
| Beverly Murray 50. születésnapjára készül. Kiderül, hogy mindenki azt hitte, egy évvel idősebb, ami Murrayt nem izgatja - a felszínen legalábbis. Adam és Barry felkérik Mellor edzőt, hogy segítsen Adamnek felkészülni a pickleball-bajnokságra - szüksége van egy sporttevékenységre is a felvételijéhez. |     |                                                                                |                   |                            |                                        |             |
| 152. | 12. | Társas-játék (Game Night)                                                      | Nora Kirkpatrick  | Kristen Lange              | 2020. január 22. 2020. november 17.    | 4,08 millió |
| Társasjáték-este van Goldbergéknél, Geoff pedig nagyon nehezen tudja titkolni, hogy összeköltözött Ericával. Beverly rájön és dühöngeni kezd, Murray szerint viszont semmi oka háborogni. Adam partnere egy laborkísérletnél a népszerű lány, Brea Bee lesz, és meglepődik, hogy mennyi közös van bennük. Később azonban hiába próbál a lány közelébe kerülni, Johnny Atkins és a többiek lekoptatják. Miután Mr. Perott segítségével elsajátítja, hogyan lehet ő is a népszerű klikk tagja, beveszik maguk közé - de Adam arra is rájön, hogy a népszerűségnek ára van. |     |                                                                                |                   |                            |                                        |             |
| 153. | 13. | Geoff a mindenes (Geoff the Pleaser)                                           | Christine Lakin   | Mike Sikowitz              | 2020. január 29. 2020. november 19.    | 3,97 millió |
| Geoff szeretne részt venni Erica egyik művészettörténet-óráján, de csakhamar mind barátnője, mind a JTB tagjai ki akarják őt használni. Murraytől kér tanácsot, hogyan mondhat úgy nemet, hogy igazából nem mondja ki. Geoff elmondja Ericának, hogy szeretne egyetemre járni. Adam izgatott a közelgő iskolai filmfesztivál miatt, de amikor meglátja a másik Adam Goldberget, aki egy üzletben dolgozik, miután megbukott a hollywoodi karrierje, elgondolkodik, hogy ő vajon nem fog erre a sorsra jutni. |     |                                                                                |                   |                            |                                        |             |
| 154. | 14. | Preventa mód (Preventa Mode)                                                   | Vern Davidson     | Bill Callahan              | 2020. február 12. 2020. november 23.   | 3,88 millió |
| Barry randira hívja az egyik tanársegédet. Miután Erica meglátja, hogy az öccse ugyanolyan jó eredményt ért el egy teszten, mint ő, arra gyanakszik, hogy a randi ennek egy eszköze volt, és azzal fenyegeti meg Barryt, hogy az egész iskola előtt felfedi kapcsolatukat. Adam és Dana felfedezik, hogy mindkettejük titkos szerelmei, Brea Bee és Andrew Gallery egymást hívják el az iskolai jégbálra. Beverly felajánlja, hogy eléri, hogy szétváljanak, ami csak Danának tetszik. A JTB tagjai, akiknek nincs barátnőjük, közös programot szerveznek Valentin-napon. |     |                                                                                |                   |                            |                                        |             |
| 155. | 15. | Dave Kim bulija (Dave Kim's Party)                                             | Lew Schneider     | Matt Roller                | 2020. február 19. 2020. november 18.   | 3,97 millió |
| Adam, hogy lenyűgözze Brea-t, elhatározza, hogy bulit szervez, méghozzá Dave Kiméknél, akinek nincsenek otthon a szülei. A híre szájról szájra terjed és az események egyre inkább kicsúsznak az irányításuk alól. Végül Papi és a barátai lesznek azok, akik megmentik a helyzetet. Miután a kiadó átszerkeszti Beverly szakácskönyvét, a viselkedése megváltozik, és ez az egész családot nyomasztja. |     |                                                                                |                   |                            |                                        |             |
| 156. | 16. | Testcsere (Body Swap)                                                          | Lew Schneider     | Marc Firek                 | 2020. február 26. 2020. november 20.   | 3,76 millió |
| Adam megtudja, hogy szülői engedéllyel eltávozhat máshová ebédelni az iskolából. Beverly ebbe nem egyezik bele, és amikor a fia trükközni próbál, egyfajta otthoni éttermet indít. Geoff a kollégiumban nem ehet az étteremben, hiszen nem diák, mire Barry odaadja az igazolványát, hogy azzal léphessen be. Emiatt az egyik tanár összetéveszti Geoff-ot és Barryt, Geoff pedig szívesen maradna Barry Goldberg, annak minden előnyével együtt. Barrynek viszont egy idő után elege lesz a szerepcseréből, és megpróbálja lejáratni Geoff-ot. |     |                                                                                |                   |                            |                                        |             |
| 157. | 17. | Halszagú sztori (A Fish Story)                                                 | Lew Schneider     | Amy Mass                   | 2020. március 18. 2020. november 24.   | 4,84 millió |
| Mikor látja, hogy Chad Kremp és az apja milyen jól kijönnek egymással, Adam és Murray viszont csak veszekedni tudnak, Beverly elküldi őket egy apa-fia kempingezésre. Mivel egyikük sem akarja ezt, ezért Adam kamerája segítségével eljátsszák egy üzletben, hogy sátoroznak. Geoff meggyőzi Ericát, hogy jelentkezzen egy helyi a cappella énekes tehetségkutatóra, amit meg is nyer. Később viszont kiteszik az énekcsapatból viselkedése miatt, és csak azután kerülhet újra be, hogy megtanulta a leckét. |     |                                                                                |                   |                            |                                        |             |
| 158. | 18. | Buksi nagy kalandja (Schmoopie's Big Adventure)                                | Jason Blount      | Erik Weiner                | 2020. március 25. 2020. november 25.   | 4,66 millió |
| Beverly vesz egy biciklit Adamnek, ami pont olyan, mint a "Pee-Wee nagy kalandja" című filmben. Adam nem akarja használni, hanem meg akarja őrizni olyan épségben, amennyire lehetséges. Beverly, hogy megleckéztesse a fiát, megjátssza, hogy ellopták azt - később pedig egy tolvaj valóban elviszi. Amikor Adam visszaszerzi, sajnos teljesen összetöri, és Beverly segítségével javítja meg. Erica autójára kerékbilincs kerül a ki nem fizetett parkolási díjak miatt, így Murray boltjában kénytelen dolgozni. Aztán ő, Geoff, Barry, és Ren esténként Murray tudta nélkül esténként bárrá alakítják a bútorboltot. |     |                                                                                |                   |                            |                                        |             |
| 159. | 19. | Sziget idő (Island Time)                                                       | Robert Cohen      | Annie Mebane               | 2020. április 1. 2020. november 26.    | 4,42 millió |
| Barry, a JTB, Erica és Ren egy olcsó útra indulnak Jamaicába a tavaszi szünetben. Barry és Ren némi előnyért cserébe eljátsszák, hogy friss házasok. Amikor aztán az álca kedvéért csókolózniuk is kell, Barry rájön, hogy érez valamit iránta. Beverly a rossz matekteszt miatt az iskolai tanácsadóhoz küldi Adamet, félve attól, hogy emiatt nem lesz majd jó a felvételije. Mr. Perott szerint az ő filmművészeti továbbtanulásához erre nincs szükség, mire Beverly elmegy egészen Mr. Glascottig. Mr. Perott javaslatára Adam egy videóját csatolja a jelentkezése mellé a New York-i Egyetemre. |     |                                                                                |                   |                            |                                        |             |
| 160. | 20. | A Hangyakirály visszatér (The Return of the Formica King)                      | Lea Thompson      | Aaron Kaczander            | 2020. április 15. 2020. december 2.    | 4,37 millió |
| Hangya Mike fel akarja vásárolni Murray bútorboltját. Beverly képzeletben már el is költi az ezért járó pénzt, de Murray nem akarja eladni, mert szeret bejárni dolgozni. Mégis egyetért azonban azzal, hogy a bútorpiacon nagy változások jönnek, ezért ahelyett, hogy kiszállna, betársul Mike mellé. Ms. Cinoman közli, hogy a magas licenszdíjak miatt ebben az évben nem lesz iskolai musical. Adam szerint az iskola előadhatná azt a darabot, amit ő és Erica írtak öt évvel korábban, csak egy rendes befejezés kellene hozzá. Ericát nem érdekli a dolog, de amikor Barry akar belekontárkodni, nincs más választása, segítenie kell megírni a befejezést. |     |                                                                                |                   |                            |                                        |             |
| 161. | 21. | Oates & Oates (Oates & Oates)                                                  | Lew Schneider     | Alex Barnow & Chris Bishop | 2020. április 22. 2020. november 27.   | 4,24 millió |
| Ren fellépőket keres a Föld Napja alkalmából szervezendő jótékonysági műsorhoz. Barry, hogy imponáljon, azt állítja, hogy el tudja intézni a Hall & Oates fellépését, a közös fogorvosukon keresztül. Mikor ez nem sikerül, Adammel akarják megjátszani, hogy ők azok - mivel nem egyeztetnek előtte, mindketten Oates-nak öltöznek. Barry bocsánatot kér, de aztán kiderül, hogy mivel az emberek azt hitték egyébként is, hogy ez egy paródia, ezért jó sok pénzt gyűjtöttek, ami imponál Rennek, és megcsókolja Barryt. Beverly meghallja, hogy Bill azt mondja Murraynek, hogy túllépett az exnején, és ezért akcióba akar lépni. Csakhogy Bill már Jane Bales segítségét kérte ez ügyben. Randizik egy Dolores nevű nővel, amit Beverly eleinte szabotálni akar, de később látja, milyen jól illenek egymáshoz. Murray aggódik, hogy a randizás a barátságuk rovására fog menni. Az epizód végén az igazi Oates is felbukkan, cameo-szerepben. |     |                                                                                |                   |                            |                                        |             |
| 162. | 22. | A kamu szakítás (The Fake-Up)                                                  | Lew Schneider     | Alex Barnow & Chris Bishop | 2020. május 6. 2020. december 1.       | 4,32 millió |
| Beverly rajtakapja Adamet és Breát, amint csókolóznak, és innentől felhatalmazva érzi magát, hogy beavatkozzon az életükbe. Ezért megjátsszák, hogy szakítanak, amire Beverly rosszul reagál, és emiatt lebuknak. Adam kiáll magáért és közli, hogy elég idős ahhoz, hogy önálló élete legyen. Lainey visszatér a városba, hogy megismerje az apja új barátnőjét, és találkozni szeretne Barryvel is. Barry teljesen kétségbeesik, mert most együtt van Rennel, és azt hiszi, hogy Lainey újra össze akar vele jönni. A lány viszont csak bocsánatot szeretne kérni, amiért legutóbb szó nélkül távozott és reméli, hogy barátok lehetnek. Ren azonban meglátja, hogy búcsúcsókot váltanak, és szakít Barryvel. Csak Erica közbelépése menti meg a helyzetet és hozza őket újra össze. Az epizód végén Erica és Lainey beszélgetnek a los angelesi életről, Lainey pedig kijelenti, hogy nem tudná elképzelni, hogy Jenkintownba jöjjön vissza dolgozni. Ez egy utalás a kilencvenes években játszódó "Schooled" sorozatra, amelyben éppen ez történik.                                                                                     |     |                                                                                |                   |                            |                                        |             |
| 163. | 23. | Álmodj rózsaszínt (Pretty in Pink)                                             | Ryan Krayser      | Alex Barnow & Chris Bishop | 2020. május 13. 2020. november 30.     | 4,13 millió |
| Adam és Brea együtt akarnak menni a bálba, de Adam fél, hogy Brea lesz a bálkirálynő, ő viszont nem lesz bálkirály és emiatt szakítana vele. Beverly segítségét kéri, aki úgy oldja meg a dolgot, hogy eléri, hogy lefújják a bált. Adam visszacsinálja a dolgot, de Brea megtudja, hogy Adam mit feltételezett róla, ezért már nem akarja, hogy ő kísérje el. A bál estéjén aztán Murray bátorítja a fiát, hogy hódítsa vissza Brea-t. Eközben Geoff apja szívproblémákkal kórházba kerül, Erica pedig érzéketlennek mutatkozik, ami felzaklatja Geoff-ot és a családját. Próbál együttérzően viselkedni, és ezért Barry segítségét kéri, aki megmutatja neki, hogyan kell. |     |                                                                                |                   |                            |                                        |             |

### Nyolcadik évad (2020–2021)
| Sor. | Év. | Cím                                                           | Rendező                 | Író                                  | Premier                               | Nézettség   |
| --- | --- | ------------------------------------------------------------- | ----------------------- | ------------------------------------ | ------------------------------------- | ----------- |
| 164. | 1.  | Airplane! (Airplane!)                                         | Eric Dean Seaton        | David Guarascio                      | 2020. október 21. 2021. november 6.   | 4,12 millió |
| Egy héttel az iskolakezdés előtt Beverly nagy bejelentést tesz: Miamiba repül a család vakációzni, és Geoff, Brea és Ren is velük tarthat. Beverly a repülőtéren bevallja Murray-nek, hogy igazából egy családi bar mitzvóra mennek, de nem merte bevallani a gyerekeknek, mert biztos benne, hogy dühösek lesznek rá. Mikor Barry rájön, milyen gazdagok Ren szülei, az első osztályra akar jegyet foglaltatni maguknak, de a drága üléseket végül Adam és Brea kaparintják meg. A nagy titkot előbb Geoff, majd Erica tudja meg, és a gyerekek összekapnak az anyjukkal, majd Atlantában kényszerleszállást hajt végre a gép, mert Murray beszorul a vécébe. Végül a család fontosságának belátása mellett mindannyian folytatják az utat. A repülőgépen Adam folyamatosan az "Airplane!" című filmmel viccelődik, miközben Brea mondani szeretne neki valami fontosatː fogszabályzót kell viselnie. |     |                                                               |                         |                                      |                                       |             |
| 165. | 2.  | A leghelyesebb fiú a suliban (The Prettiest Boy in School)    | Lew Schneider           | Matt Roller                          | 2020. október 21. 2021. november 6.   | 4,12 millió |
| Adam az utolsó iskolai évét úgy kezdi meg, hogy a szemüveget kontaktlencsére cseréli, felfrissíti a kinézetét, és a népszerű Brea a barátnője. Ez az iskola népszerű gyerekei körében felkelti sokak figyelmét, miközben régi barátai elhidegülnek tőle. Adam próbálja a két csoportot valahogy összehozni, mígnem Glascott tanár úr elmondja neki, hogy bizony vannak olyan dolgok, amelyek a két körön kívül vannak. Odahaza Beverly elkényezteti Ericát és Barryt a távozásuk előtt, ám kénytelen rájönni, hogy Virginia Kremppel a gyerekei tisztelettel bánnak, míg az övéi inkább hasznot akarnak belőle húzni. Ezért elhatározza, hogy megleckézteti őket. |     |                                                               |                         |                                      |                                       |             |
| 166. | 3.  | Kontroll (It's All About Comptrol)                            | Lew Schneider           | Mike Sikowitz                        | 2020. október 28. 2021. november 7.   | 3,66 millió |
| Jenkintown kontrollerének posztjára egyetlen ember pályázik, Beverly pedig annak ellenére, hogy nem tudja, mivel jár ez a tisztség, úgy dönt, hogy elindul ő is. Adamet és a barátnőit is bevetve elindítja hazugságoktól sem mentes kampányát. Papi megkérdi Murrayt, hogy miért hagyja ezt, mire azt mondja, hogy belefáradt már abba, hogy a felesége állandóan fel akarja fedezni önmagát, és csak hagyja a dolgokat megtörténni. Barry elújságolja Geoff-nak, hogy a gólyákra mennyi fantasztikus program vár, csakhogy Erica az egyetemtől távol foglalt le egy közös lakást. Amikor rendszeresen lekési a közösségi eseményeket a hosszú beutazási idő miatt, Geoff közli Ericával, hogy beköltözne Barry mellé. |     |                                                               |                         |                                      |                                       |             |
| 167. | 4.  | Bill esküvője (Bill's Wedding)                                | Christine Lakin         | Alex Barnow & Chris Bishop           | 2020. november 4. 2021. november 7.   | 3,78 millió |
| Bill Lewis és Dolores össze készülnek házasodni, de Beverly nem hagyhatja, hogy ne legyen egy tisztességes esküvőjük, csak egy nyilatkozat az anyakönyvvezető előtt. Vállalja, hogy mindent megszervez 24 óra alatt, hogy utána elindulhassanak a nászútra. Bár próbálkozik, sok akadályba ütközik, és kénytelen még ősellensége, Jane Bales segítségét is kérni. Eközben egy jósnő azt mondja a Goldberg-gyerekeknek, hogy egyikük kapcsolata véget fog érni az esküvő napján. Barry azt látja, hogy Geoff és Brea is robbantani készülnek a bombát, így nyugodt, hogy az ő kapcsolata Rennel stabil. Csakhogy később rájön, hogy Ren felvette a kapcsolatot a régi fiújával és még mindig vannak érzései iránta. Az esküvő előtt Bill váratlanul pánikba esik és le akarja fújni az esküvőt - Murray lesz az, aki egy szívhez szóló beszéddel meggyőzi, hogy ne tegye. |     |                                                               |                         |                                      |                                       |             |
| 168. | 5.  | Majd elválik (Dee-Vorced)                                     | Lew Schneider           | Bill Callahan                        | 2020. november 18. 2021. november 13. | 3,72 millió |
| Murray eltünteti az összes telefont a házból, így Adam és Brea szerelmes leveleket írnak egymásnak, amiket Beverly megtalál. Eleinte még örül is neki, amikor házasságról is olvas benne, de aztán megtudja, hogy Brea anyja elvált, és fél, hogy ez Adam számára is rossz példa lehet. Ezért elhatározza, hogy szabotálja a kapcsolatukat. A frissen egyedülálló Barry szeretne visszatérni a JTB-be, de a srácoknak már mind barátnőjük van és nincs idejük közösködni velük. Ezért elhatározza, hogy kamu szakítós üzenettel próbálja szabotálni a kapcsolataikat. |     |                                                               |                         |                                      |                                       |             |
| 169. | 6.  | Rasszizmumus (Eracism)                                        | Eric Dean Seaton        | Peter Dirksen & Jonathan Howard      | 2020. november 25. 2021. november 13. | 3,66 millió |
| Adam megnézi Spike Lee "Szemet szemért" című filmjét, ami alapján más szemmel néz a rasszizmusra, de úgy véli, hogy ez csak Broooklynban megy így. Dave Kim és az afroamerikai Brian Walls szerint a rasszizmus az iskola falai között is jelen van, ezért Adam elhatározza, hogy tesz ellene. Glascott igazgató javaslatára filmet forgatna a témáról, de amikor kiderül, hogy annak köze sincs a témához, rájön, milyen védetten élte eddig az életét. Erica belehajt valaki más kocsijába, de se ő, se Barry nem hagynak hátra erről egy cetlit. A lelkiismeretes Geoff úgy dönt, üzen a tulajdonosnak, aki azonban megpróbálja átverni őket azzal, hogy súlyosan megsérült. |     |                                                               |                         |                                      |                                       |             |
| 170. | 7.  | Hanuka a tengeren (Hanukkah On the Seas)                      | Jason Blount            | Annie Mebane                         | 2020. december 2. 2021. november 14.  | 3,94 millió |
| Papa azzal állít be a családhoz, hogy hanuka idejére lefoglalt egy hajóutat. Ők tévedésből azt hiszik, hogy a Virgin-szigetekre mennek, de valójában Új-Fundlandra. Murray megtudja, hogy az apja csak azért szervezte az egészet, hogy pénzt kérjen tőlük, s ráadásul ezt az utat is velük akarja kifizettetni. Ám később arra is rájön, hogy csak amiatt aggódik, hogy nem fogja tudni magát ellátni, és fizetnie kellene egy ápolót. Barry úgy gondolja, hogy megtalálhatja a szerelmet a hajón, de szemlátomást jobban érdeklődik a fiatal animátor Adam iránt. Valójában fiatalabbnak nézi őt és gyerekeknek való játékokba akarja őt bevonni - Adam azzal vigasztalja Barryt, hogy a lány rajta keresztül akart közelebb kerülni hozzá, de egy ilyen románc amúgy is csak a hajóút erejéig tarthat. Erica Geoff családjával tölti a hanukát, amire hazaérkezik Geoff testvére, Joanne is. A lányt valósággal bálványozzák szülei és mindent elnéznek neki, ami irritálja Ericát, mert Geoff-ot ezzel szemben mindig megdorgálják. |     |                                                               |                         |                                      |                                       |             |
| 171. | 8.  | Bev nagy gyilkosság partija (Bevy's Big Murder Mystery Party) | Lew Schneider           | Aaron Kaczander                      | 2021. január 13. 2021. november 14.   | 3,83 millió |
| Beverly megnézi Adammel a "Nyom" című filmet a moziban, és ennek hatására elhatározza, hogy ő is gyilkossági nyomozós-rejtélyes vacsorát fog adni a barátaiknak. Adam lesz a házigazda, Murray kénytelen-kelletlen a holttest, de ő türelmetlen lesz, elszólja magát mindenről, tönkretéve a nyomozást. Mielőtt a vendégek távoznának, Billnek allergiás reakciója lesz egy rákkal töltött gombafejtől, Virginia kabátját pedig összecserélték. Mindenki azt gyanítja, hogy ezek mögött Beverly állhat, ám hamar kiderül, hogy nem ő a tettes. Ericának egyre csak fogy az ideje, ugyanis szakirányt kellene választania. Először úgy dönt, az orvostudományt választja, de rosszul lesz egy holttest látványától. Összekapnak Barryvel, és mindkettejüket kirakják a képzésből. Erica rábeszéli a professzort, hogy adjon még egy esélyt Barrynek, Barry pedig azt javasolja a nővérének, látva remek érvelőképességét, hogy jelentkezzen jogra. |     |                                                               |                         |                                      |                                       |             |
| 172. | 9.  | Selyemgubó (Cocoon)                                           | Christine Lakin         | Elizabeth Beckwith                   | 2021. január 27. 2021. november 20.   | 3,37 millió |
| Papi elalszik a moziban a "Selyemgubó" című film alatt, Adam pedig attól fél, hogy legkedvesebb öreg barátja talán már nem olyan energikus, mint régen. Kapóra jön neki, hogy a JTB tagjai éppen testépítenek, és ehhez egy különleges port szednek, mely láthatóan jó eredménnyel. Mielőtt beadná Papinak, megvizsgáltatja egy orvossal, aki azt mondja neki, hogy az anyag nem káros, viszont semmi hatása nincs, lényegében egy placebó. A trükk Papinál is működik, aki most átesik a ló túloldalára és veszélyesen energikus lesz. Miközben Beverly éppen Ericának vásárol be jogi tanulmányaihoz, meglátja, hogy a szakácskönyvét a leértékelt termékek közé rakták egy boltban, fillérekért. Számonkéri a kiadót, és kiderül, hogy még azt a 10 ezer darabot sem nyomtatták ki, amire eredetileg szerződtek, mégpedig azért, mert állítólag Beverly írásban hozzájárult, hogy a nyomtatást bármikor leállíthassák. Erica és Murray együttes erővel bizonyítják be, hogy a hozzájárulás hamis. |     |                                                               |                         |                                      |                                       |             |
| 173. | 10. | Geoff új sapkája (Geoff's New Hat)                            | Lew Schneider           | Langan Kingsley                      | 2021. február 3. 2021. november 20.   | 3,24 millió |
| Geoff vesz egy új sapkát, amivel sokak figyelmét felkelti az iskolában, kiváltja vele viszont Barry irigységét. Barrynek az sem tetszik, hogy Andy és Pucér Rob is új imidzset szeretnének. Barry végül Erica segítségét kéri, hogy valahogy idomuljon a srácokhoz, de a terve visszafelé sül el. Kiderül, hogy azért viselkedik így, mert Matt elhagyta a várost egy munkalehetőség miatt, és fél, hogy a JTB szétesik. Eközben otthon Beverly társasjátékos estet szervez, de Murraynek egyáltalán nincs hozzá kedve, helyette inkább nézné a tévét. Ez felbosszantja Beverlyt, aki látja, hogy Bill és Dolores milyen jól megvannak. Hogy kedvezzen a feleségének, Murray egy pezsgőfürdős kádat építtet a pincébe, de ott is csak a tévét akarja nézni, amivel még jobban feldühíti Beverlyt. Végül ő is csatlakozik a játékosokhoz, és rájön, hogy igazából ők ketten jobb csapat, mint Bill és Dolores, mert sokkal jobban ismerik egymást. |     |                                                               |                         |                                      |                                       |             |
| 174. | 11. | Kvéker fegyőr (Quaker Warden)                                 | Vern Davidson           | Erik Weiner                          | 2021. február 10. 2021. november 21.  | 3,31 millió |
| Már csak 68 nap van hátra az iskolaévből, így Beverly új feladat után néz, hogy közel lehessen Adamhez. Szerencséjére az egyik tanár szülési szabadságra megy, így helyettes tanárként beugorhatna. Amiről azonban nem tud, hogy a végzős diákoknak van egy szabadnapja, amikor nem kell bejárniuk. Mikor Adam véletlenül elszólja magát erről, Beverly számonkéri a tanárokat, akik azonban már alig várják ezt az egy szabadnapot. Hogy nehogy tönkretegyen mindent, Ball igazgató inkább kitalál Beverlynek egy posztot, amit már 75 éve nem osztottak ki senkinek, mert arról szól, hogy elavult kvéker viselkedési rendszabályokat tartat be. Beverly viszont komolyan veszi a munkáját, felbosszantva ezzel sokakat. Murrayt idegesíti, hogy a partnere, Mike, újabb ötletekkel áll elő, de sosem kíváncsi az ő véleményére. Először Geofftól kér tanácsot, de az ő kedves, érvelő megoldása nem vezet célra, ezért hát Barryt, a durvább megoldások hívét kérdezi meg. |     |                                                               |                         |                                      |                                       |             |
| 175. | 12. | A megérdemelt lasagna (The Lasagna You Deserve)               | Eric Dean Seaton        | Mike Sikowitz                        | 2021. február 24. 2021. november 21.  | 3,72 millió |
| Adam egy darab száraz, odaégett lasagnét eszik az iskolában, amellett mindig megelégszik a kevesebbel, a maradékkal más területeken is. Beverly elhatározza, hogy megmondja a fiának: egy Goldberg ne csak annyit akarjon, amennyi jár, hanem többet. Erica és Barry, akik már elsajátították a módszert, segítenek. Az iskolában és a videotékában ez működik, de más területeken nem, így Adam úgy érzi, inkább maradna a régi. Közben Murray ráébred, hogy mennyire nem a barátja a partnerének, Vic-nek. Szeretne közelebb kerülni hozzá, de Barry tanácsa visszaüt. Végül Murray bebizonyítja, hogy ha nem is mutatja ki, de törődik Vic-kel. |     |                                                               |                         |                                      |                                       |             |
| 176. | 13. | Hahó hajó (Mr. Ships Ahoy)                                    | Lew Schneider           | Matt Roller                          | 2021. március 3. 2021. november 27.   | 3,50 millió |
| Barry és Geoff beneveznek a campus éves "Hahó Hajó" versenyére, amit férfiaknak hirdetnek meg. Kiderül, hogy Papi a 40-es években megnyerte ezt a vetélkedőt, ezért Geoff tanácsot kér tőle, de kiderül, hogy Papi tanácsai ma már ódivatúak, és nem tudja lenyűgözni a női zsűrit. Ha ez nem lenne elég, Barry és Geoff megrettennek, mikor meglátják jóképű és energikus versenyzőtársaikat. Erica egy trükköt eszel ki, mely segítségével Geoff végül nyer. Beverly szeretne jobban összebarátkozni az iskolai személyzettel, kezdetben nem sok sikerrel. |     |                                                               |                         |                                      |                                       |             |
| 177. | 14. | Szerelmi háromszög (Love Triangle)                            | Jay Chandrasekhar       | David Guarascio                      | 2021. március 24. 2021. november 27.  | 3,42 millió |
| Brea elmegy meglátogatni az unokatestvérét a Virginia Egyetemen, és ez Beverly szerint nem sok jót ígér az Adammel való kapcsolatuk jövőjét illetően. Meggyőzi a fiát, hogy valami nagyot kell villantania, nehogy a barátnője odamenjen egyetemre. Adam belemegy, mígnem Murray közbelép, aki nem akarja, hogy a fia hülyét csináljon magából. Murray helyesen kikövetkezteti, hogy az egész csak Beverly pánikolása amiatt, hogy Adam az ősszel New Yorkba megy egyetemre. Geoff szerez két jegyet egy Nancy Glass talkshow-ra, amit Barryvel mindketten szeretnek, de Geoff inkább Ericát viszi magával. A bosszúszomjas Barry megkéri Joanne-t, Geoff húgát, hogy játsszák el, hogy párkapcsolatban vannak, így talán rá tudja bírni Geoff-ot, hogy álljon el szándékától. |     |                                                               |                         |                                      |                                       |             |
| 178. | 15. | Bever-lé (Bever-lé)                                           | Lew Schneider           | Bill Callahan                        | 2021. március 31. 2021. november 28.  | 3,20 millió |
| Az amerikai focisták sztrájkja miatt veszélybe kerül a szezon. Barry pedig fél, hogy így nem lesz miről beszélnie az apjával. Kapóra jön, hogy a Philadelphia Eagles csapata helyettes játékosokat keres, és úgy gondolja, ha beadja a jelentkezését, akkor az apja hátha segít neki megtanítani pár trükköt. Beverly megszégyenül Jane Bales előtt, miközben ruhát vásárol Ericával, ezért úgy dönt, csatlakozik a remélt pénzügyi függetlenség reményében riválisához, aki kozmetikai szereket és testsúlycsökkentőket árul egy gyanús cégnél. |     |                                                               |                         |                                      |                                       |             |
| 179. | 16. | Pár-szétkapcsolat (Couple Off)                                | Lea Thompson            | Annie Mebane                         | 2021. április 7. 2021. november 28.   | 3,37 millió |
| Brea utal arra, hogy ő és Adam különböző életet élnek, ezért aztán Adam jelentkezik egy fagylaltozóba diákmunkásnak, hogy bebizonyítsa, nem egy elkényeztetett gyerek. De mikor rájön, hogy ez rengeteg melóval jár, Beverly segítségével kirúgatja magát. Mikor aztán Papi és Brea kifejezik csalódottságukat, Adam visszakönyörgi magát. Barry és Joanne, akik most már egy pár, elkísérik Ericát és Geoffot kempingezni. Elkezdenek versengeni, hogy melyikük a jobb páros, és kiderül, hogy Barry és Joanne jobban ismerik egymást. Mikor aztán Erica meglátja, hogy Geoff az útjuk alatt is az iskolaújságon dolgozik, rájön, hogy a fiú mennyi mindent feláldoz érte, ezért arra kéri, hogy tartsanak egy kis szünetet a kapcsolatukban, hogy megvalósíthassa önmagát. Geoff félreérti ezt a szándékot, és szakít Ericával. Ez volt az utolsó epizód, melyben George Segal megjelent. |     |                                                               |                         |                                      |                                       |             |
| 180. | 17. | Nem félünk Brea Bee-től (Who's Afraid of Brea Bee?)           | Lew Schneider           | Peter Dirksen & Jonathan Howard      | 2021. április 14. 2021. december 4.   | 3,28 millió |
| Beverly nem tudja elfogadni, hogy Erica és Geoff szakítottak. Nemcsak lányáék életét próbálja rendezni, de Barry és Joanne kapcsolatába is beavatkozik, nehogy ők is szétmenjenek. Közben Adam felkéri Brea-t, hogy szerepeljen az iskolai "Nem félünk a farkastól" színdarabban, mert színészhiányban szenvednek. Meglepi azonban, hogy milyen jól színészkedik a lány. Időközben Adam is egy kisebb szerepbe kerül, ezért szándékosan szabotálja az előadást, hogy visszakerüljön a rivaldafénybe. Emiatt kirakják a darabból és Brea is megharagszik rá. Az epizód végén a vetítés előtt nem sokkal elhunyt George Segalra, Papi alakítójára emlékeznek, aki a "Nem félünk a farkastól" filmváltozatában az egyik főszereplő volt. |     |                                                               |                         |                                      |                                       |             |
| 181. | 18. | Randi-show (The Dating Game)                                  | Ryan Krayser            | Vicky Castro                         | 2021. április 21. 2021. december 4.   | 3,30 millió |
| Barry és Joanne nem bírják tovább nézni Erica és Geoff szenvedését, ezért kitalálják, hogy kettejük kapcsolatát barátivá teszik, és eközben új randikat szerveznek le nekik. Geoffot benevezik egy randivetélkedőbe, Joanne pedig szervez egy randit Ericával és egy pincérrel. Az étteremben aztán véletlenül összefutnak, és ez csak elmérgesíti a viszonyukat. Barry azt javasolja Ericának, hogy egy kis időre szakítson meg minden kapcsolatot Geoff-fal. Murray egy hatalmas csekket kap a munkahelyén, és a pénzből egy tengerparti házat venne, mert úgy tudja, Beverly mindig is arra vágyott. Beverlynek viszont egyáltalán nem tetszik a rossz állapotú ház, ezért Billt, aki szakember, kéri fel, hogy mondja azt Murraynek, hogy a felújítás költséges lenne. Murray közben rájön, hogy a neje mit gondol valójában. Miközben Adamnek remek napja van a tengerparton, Beverly is rájön, hogy Murray mennyire szeretne neki kedveskedni, és belemegy, hogy vegyék meg a házat. |     |                                                               |                         |                                      |                                       |             |
| 182. | 19. | Apa-lánya nap 2 (Daddy Daughter Day 2)                        | Mary Lambert            | Aaron Kaczander & Erik Weiner        | 2021. április 28. 2021. december 5.   | 3,12 millió |
| Ericát felzaklatja, amikor Geoff visszahoz egy kupont, amit az 5 éves évfordulójukon tartandó vacsorára tett félre. Murray úgy dönt, elviszi a lányát egy újabb apa-lánya napra és együtt mennek vacsorázni, de boldogabbá tenni a lányát gondolatban egyszerűbb dolog. Megint elmennek görkorizni, mint régen, ahol Johnny Atkins és Carla Mann kisebb kárörömmel veszik tudomásul, hogy Geoff újra szabad. Adamet bele akarják rángatni, hogy csináljon egy csínytevést utolsó iskolás napjaiban, ő viszont egy saját csínyt eszelt ki: elkéri az anyja kulcsait az iskolához, hogy megrongálhassa William Penn szobrát. |     |                                                               |                         |                                      |                                       |             |
| 183. | 20. | Imádom Los Angelest (Poker Night)                             | Lew Schneider           | Langan Kingsley & Elizabeth Beckwith | 2021. május 5. 2021. december 5.      | 2,85 millió |
| Adam és Dave Kim pókerpartira mennének két népszerű diákkal, de Beverly közbelép. Büntetésből arra kötelezik, hogy segítsen Papának a ház körüli teendőkben. Adam rájön, hogy a nagyapja szeret pókerezni, ezért a partit áthelyezik az ő házába, sőt Barry is megjelenik, majd Beverly rájön, mi történik. Rettentően ideges lesz, míg Papa fel nem világosítja, hogy a fiú semmi rosszat nem tett, és néha a saját kárán kell megtanulnia a dolgokat, ehhez elég idős már. A tavaszi szünetben Erica meglátogatja Laineyt Los Angelesben, hogy minél messzebb kerüljön Geoff-tól. Lainey bevallja Ericának, hogy a zenei karrier nem jött be, és hogy nincs egy fillérje sem. Erica kisegíti őt, és előbb egy gyerekzsúron énekelnek, majd egy nagy hétfő esti fellépésre mennek, ami Lainey nagy áttörése lehet. Erica úgy érzi, hogy talán a sors azt akarja, hogy maradjon a városban - míg bele nem botlik Geoffba, aki az apjával van itt egy konferencián. Ez úgy felzaklatja, hogy a nagy fellépést is tönkreteszi. Lainey azt tanácsolja Ericának, hogy ahelyett, hogy elmenekülne, inkább menjen haza és rendezze a kapcsolatát Geoff-fal.                                                                                       |     |                                                               |                         |                                      |                                       |             |
| 184. | 21. | Aligátor Schwartz (Alligator Schwartz)                        | Nicole Treston Abranian | Dan Bailey                           | 2021. május 12. 2021. december 11.    | 3,02 millió |
| Erica végre készen áll, hogy tisztázza az érzéseit Geoff-fal, de Barry, aki teljesen a "Krokodil Dundee" film hatása alá került, azt hazudja, hogy Geoff egy Paula Hogan nevű lánnyal randizik. Erica ki is nyomozza, hogy tényleg van egy ilyen nevű lány a campuson, ezért megkeresi és kérdőre vonja. Mikor látják a lányon a zavarodottságot, Erica és Beverly kérdőre vonják Geoff-ot, de ebből csak azt a következtetést vonják le, hogy Geoff továbblépett. Végül Geoff felkeresi Ericát és elmondja neki, hogy megfogadta a tanácsát: megnézte, hogy milyen dolgok fontosak igazán az életében, és rájött, hogy a legfontosabb Erica. Ennek hatására újra összejönnek. Dave Kim szerez két jegyet a vidámparkba, és azt akarja hogy Adam kísérje el őt, éppen a szalagavató bál napján. Arra hivatkozik, hogy évekkel ezelőtt tett neki erre egy ígéretet. Mivel Adam inkább Breával szeretne menni a bálba, úgy dönt, szerez egy lányt a cheerleader-csapatból, akinek a fiúja épp nincs a városban, hogy kísérje el Dave Kimet. De amikor Dave Kim az orra alá dörgöli a dolgot. Adam dühödten vallja be, hogy az egészért ő fizetett. Emiatt viszont Brea is lefújja vele a bált. Adam az apjától kér tanácsot, hogy mit tegyen. |     |                                                               |                         |                                      |                                       |             |
| 185. | 22. | Az eljegyzés (The Proposal)                                   | Lew Schneider           | Alex Barnow & Chris Bishop           | 2021. május 19. 2021. december 11.    | 3,07 millió |
| Geoff összehívja a JTB-t, és elmondja nekik, hogy a hétvégén meg fogja kérni Erica kezét Goldbergék hétvégi házában. Addig is Barryre bízza a gyűrűt. Beverly látja a gyűrűt és érti is Geoff szándékait, mégis számos félreértés történik. Mikor Joanne meglátja a gyűrűt, azt hiszi, Barry az ő kezét akarja megkérni, ezért elmondja a szüleinek, hogy még nem áll készen a házasságra. A szülők tévesen azt hiszik, hogy úgy érti, Erica nem áll még készen Geoff-ra, amit ők elmondanak Beverlynek, aki meg elmondja Geoff-nak, aki kétségbeesésében inkább lefújja az egészet. Helyette az ígért "nagy meglepetés" egy házibuli lesz. Erica nagyot csalódik, de Adam és Brea, akik tisztázzák a helyzetet a Goldberg és a Schwartz családokkal, mindenkit odacsődítenek a házhoz, és miután minden félreértés tisztázódik, Geoff megkéri Erica kezét, aki boldogan mond igent. |     |                                                               |                         |                                      |                                       |             |

### Kilencedik évad (2021–2022)
| Sor. | Év. | Cím                                                | Rendező                 | Író                             | Premier              | Nézettség   |
| --- | --- | -------------------------------------------------- | ----------------------- | ------------------------------- | -------------------- | ----------- |
| 186. | 1.  | The Goldbergs' Excellent Adventure                 | Lew Schneider           | David Guarascio                 | 2021. szeptember 22. | 3,62 millió |
| A teljes epizód cselekményét Papi emlékének szentelik. Adam az emlékezések során végigjárja Papi életének jeles helyszíneit, kezében egy kézikamerával, a "Bill és Ted zseniális kalandja" című film stílusában. Miközben számtalan kalandba keverednek, valamennyien megtapasztalják, hogy a legerősebb kötelék a családé. Zene: Alphaville - Forever Young |     |                                                    |                         |                                 |                      |             |
| 187. | 2.  | Horse Play                                         | Lew Schneider           | Mike Sikowitz                   | 2021. szeptember 29. | 3,17 millió |
| Adam és Brea is levelet kapnak a new york-i egyetemről. Brea-t felvették, ám Adam levele valójában nem is neki, hanem Beverlynek szól: az anyja is jelentkezett, hogy közel maradjon a fiához, és őt felvették - mindeközben pont emiatt Adam várólistára került. Mindketten Glascotthoz mennek, aki azt tanácsolja Adamnek, hogy menjen el a felvételi bizottsághoz, és tisztázza a kérdést, Beverly nélkül. Adamnek kétszer sem sikerül meggyőznie a bizottság elnökét, így Beverlynek kell beugrania. Közben Erica megtudja, hogy Lou Schwartz miért viselkedik vele folyton olyan tartózkodóan: a férfi azt hiszi, hogy a drága lovas porcelánfiguráit ő helyezte vicces pozícióba, melynek során az megsérült - de kiderül, hogy Joanne tette, csak ráfogta Ericára. Zene: Foreigner - Waiting For A Girl Like You                                                                                         |     |                                                    |                         |                                 |                      |             |
| 188. | 3.  | Riptide Waters                                     | Jason Blount            | Peter Dirksen & Jonathan Howard | 2021. október 6.     | 3,25 millió |
| Ericát teljesen kiborítja, hogy az anyja teljesen rátelepszik az esküvői előkészületekre. Így aztán Geoff-ra vár a feladat, hogy közvetítsen anya és lánya között. Eközben Glascott be akarja záratni a város egyik víziparkját, mert legutóbb megsérült ott - Adam és Barry szövetkeznek, hogy megakadályozzák a bezárást. Zene: R.E.M. - Fall On Me |     |                                                    |                         |                                 |                      |             |
| 189. | 4.  | The William Penn Years                             | Jason Blount            | Aaron Kaczander                 | 2021. október 13.    | 3,21 millió |
| Ball igazgató azt szeretné, ha Adam még egyszer utoljára csinálna egy filmet, mégpedig a végzősök focimeccséről a rivális Germantown ellen. Adamet viszont annyira hidegen hagyja az egész és annyira unja, hogy lemarad a mindent eldöntő touchdown-ról. Ez felbőszíti a végzősöket, ezért aztán úgy dönt, csinál egy szívhez szóló filmet nekik. Beverly megtudja, hogy a szomszéd Mr. Wofsy háza eladó, akivel korábban Murray is összeakaszkodott. Mikor meglátják, hogy mennyire jól felszerelt az ingatlan, úgy gondolják, elcserélik a sajátjukra, és akkor talán a gyerekek is tovább maradnak velük. A hirtelen feltörő emlékek hatására azonban úgy döntenek, inkább mégis maradnak. Zene: The Beatles - With A Little Help Frim My Friends (Hayley Orrantia előadásában) |     |                                                    |                         |                                 |                      |             |
| 190. | 5.  | An Itch Like No Other                              | Christine Lakin         | David Guarascio                 | 2021. október 20.    | 2,91 millió |
| A szomszéd házba Jon Glascott költözik be, Beverlynek viszont egy idő után az agyára megy a férfi túlzásba vitt jószomszédsága. Murray vesz egy vadonatúj grillt és át akarja hívni a szomszédokat is egy sütésre. Beverly rábeszéli Glascottot, hogy menjen kenuzni Mr. Woodburn-nel pont a sütés napján, ami remek ötletnek tűnik, épp csak hamarabb jön haza. Barry szörnyű kiütést kap a hátsóján a mérges szömörcétől, ezért Ericának és Geoffnak kell őt gondoznia, amit jó felkészülésnek tartanak egy esetleges gyerekvállalásra. Zene: Billy Idol - Catch My Fall |     |                                                    |                         |                                 |                      |             |
| 191. | 6.  | The Hunt for the Great Albino Pumpkin              | Christine Lakin         | Elizabeth Beckwith              | 2021. október 27.    | 3,23 millió |
| Adam letargiába esik, mert ez az első Halloweenje Papi nélkül. Látván, hogy szomorú, Papa arra invitálja, hogy segítsen neki megkeresni egy fehér tököt, amit állítása szerint az ő verandájáról loptak el. Természetesen kiderül, hogy az egész csak kitaláció, amit Papa újabb fantasztikus kaland reményében mondott Adamnek. Barry eközben rájön, hogy Joanne nem is ismeri Nagy Zamat személyiségét, mert újabban annyira a tanulmányai és a jövő tervezése kötötte le őt. Ennek érdekében szeretné bebizonyítani, hogy még mindig tud a régi önmaga lenni, és egy új rapszámot is előad egy dedikáláson az ismert műsorvezetőnek, Elvirának. Zene: Bobby Pickett - Monster Mash |     |                                                    |                         |                                 |                      |             |
| 192. | 7.  | The Rose-Kissy Thing                               | Jay Chandrasekhar       | Mike Sikowitz                   | 2021. november 3.    | 3,28 millió |
| Mikor Beverly megtudja, hogy a William Penn sportolóinak anyjai egy rózsát és egy puszit kapnak gyerekeiktől a ballagáson, elhatározza, hogy eléri: a nem sportolók is kapjanak hasonló elismerést, hogy a rivaldafényben sütkérezhessen Adammel. Adamnek viszont az egész roppantul kínos lenne, ezért úgy dönt, szabotálja a dolgokat. Erica barátnői: Lainey, Erica és Carla mind túl elfoglaltak, vagy épp nincsenek a városban, így nem tudnak neki segíteni az esküvői előkészületekben. Így aztán Joanne-t kéri meg, hogy segítsen, de ebben nincs sok köszönet. Zene: Poison - Every Rose Has Its Thorn |     |                                                    |                         |                                 |                      |             |
| 193. | 8.  | A Light Thanksgiving Nosh                          | Nicole Treston Abranian | Peter Dirksen & Jonathan Howard | 2021. november 17.   | 3,43 millió |
| Mikor Beverly megtudja, hogy ebben az évben Linda Schwartz szeretné rendezni a hálaadást, megretten, mert attól fél, hogy az ő szerepe, mint házigazda (és mint Erica anyja) veszélybe kerül. Eltökéli, hogy visszaszerzi a kezdeményezést, és rendez egy elő-hálaadást, ami pont olyan, mint az igazi. Papa beállít egy nővel, akit szeretne lenyűgözni, és eközben veszi észre, hogyan is viselkedett korábban. Zene: Peter Gabriel - In Your Eyes |     |                                                    |                         |                                 |                      |             |
| 194. | 9.  | Tennis People (FKA I Got In/Tennis Club)           | Jay Chandrasekhar       | Chris Bishop & Alex Barnow      | 2021. december 1.    | 3,15 millió |
| Adam végre megkapja a levelet az egyetemről, hogy felvették. Az öröme csak addig tart, míg meg nem tudja, hogy Brea álmainak iskolájától, a Brown egyetemtől kapott ugyanilyen levelet. Fél, hogy a távolság kikezdi a kapcsolatukat, ezért azon gondolkozik kétségbeesetten, hogyan maradhatnának egymáshoz közel. Beverly, Virginia segítségével, elkezdi keresni Erica lánybúcsújának ideális helyét. Rájön, hogy nemezisének, Jane Bales-nek a teniszklubja az ideális helyszín lenne - csakhogy ahhoz, hogy ki tudja bérelni a helyet, tagnak kell lennie. Úgy határoz, hogy bármi áron, ha ez a megszégyenülésével is jár, de megszerzi a tagsági igazolványt. |     |                                                    |                         |                                 |                      |             |
| 195. | 10. | You Only Die Once, or Twice, but Never Three Times | Nicole Treston Abranian | Vicky Castro                    | 2022. január 5.      | 3,36 millió |
| Barry megnézi a "Halálvágta" című James Bond-filmet, aminek hatására elhatározza, hogy megcsinálja a saját filmjét, amiben ő mint Barry Bond lesz a főszereplő. Hogy lenyűgözze Joanne-t, először neki mutatja meg a kész videót, de a lány kineveti.Barry dühöngeni kezd, majd rájön, hogy a családja és a barátai éveken keresztül mindig visszafogottan fogalmaztak vele szemben a túlérzékenysége miatt - Joanne volt az, aki először reagált őszintén. Beverly megtudja, hogy Mike a bútorboltban él, mert különváltak a feleségétől. Jane Bales segítségével megpróbálja újra összehozni őket, hogy ezzel bizonyítsa Ericának azt is, hogy a házasságok nem feltétlenül érnek tragikus véget. A dolog visszafelé sül el, mert Mike és Jane vonzódni kezdenek egymáshoz. Beverly Nick Mellor edzőt veti be, hogy féltékenységet okozzon, de ez se működik, mert Mike neje meg az edzőhöz kezd el vonzódni. |     |                                                    |                         |                                 |                      |             |
| 196. | 11. | Hip Shaking and Booty-Quaking                      | Christine Lakin         | Aaron Kaczander                 | 2022. január 12.     | 3,50 millió |
| A "Hírnév" című film példáját megragadva Beverly azt javasolja a tantestületnek, hogy ahelyett, hogy a régi szokások szerint egy kvéker dalt énekeljenek a végzősöknek, csináljanak valami látványosabbat. A tanároknak kezdetben ez nincs ínyére, majd egyre lelkesebbek lesznek. Erica és Geoff kezdik úgy érezni, hogy lassan olyanokká válnak, mint a többi unalmas pár az egyetemen, úgyhogy egy hatalmas bulit akarnak tartani, hogy bizonyítsák az ellenkezőjét. |     |                                                    |                         |                                 |                      |             |
| 197. | 12. | The Kissing Bandits                                | Christine Lakin         | Elizabeth Beckwith              | 2022. január 19.     | 3,17 millió |
| Az egyetemi orientációról hazatérve Adam és Brea egy-egy olyan titkot vallanak be, amely befolyásolhatja kapcsolatuk jövőjét. Eközben Barry és Beverly nyíltan bevallják, hogy szeretik a jégtáncot, és együtt fedezik fel közös szenvedélyüket. |     |                                                    |                         |                                 |                      |             |
| 198. | 13. | A Peck of Familial Love                            | Princess Monique        | Andrew Secunda                  | 2022. február 2.     | 3,48 millió |
| Adam és Brea megpróbálnak a szakítás után is csak barátok maradni, míg Beverly mindent megtesz, hogy megvédje Adamet a további szívfájdalomtól. Eközben Barry és Erica is megtudják, mit jelent Schwartzék számára a Valentin-nap. |     |                                                    |                         |                                 |                      |             |
| 199. | 14. | The Steve Weekend                                  | Vern Davidson           | Vicky Castro                    | 2022. február 23.    | 3,21 millió |
| Amikor Erica és Geoff közös lánybúcsút és legénybúcsút szervez a tengerparton, Barry szembetalálja magát volt barátnőivel és azok jelenlegi pasijaival - ami miatt az ünneplés során megpróbál kitűnni a tömegből. Eközben Adam úgy dönt, hogy közbelép, amikor Lou átveszi az esküvői videó megtervezését, ami végül összehozza a családokat. |     |                                                    |                         |                                 |                      |             |
| 200. | 15. | The Wedding                                        | Matt Mira               | Chris Bishop & Alex Barnow      | 2022. március 2.     | 3,31 millió |
| Miután megtudja, hogy senki sem fizetett előleget az esküvő helyszínéért, Geoff igyekszik segíteni, hogy helyrehozza a mulasztást, mielőtt Beverly rájönne; és a helyzetet tovább rontja, egy időjárási előrejelzés szerint hatalmas vihar közeleg, ami veszélyeztetheti az egész eseményt. |     |                                                    |                         |                                 |                      |             |
| 201. | 16. | The Downtown Boys                                  | Matt Mira               | Erik Weiner                     | 2022. március 16.    | 2,79 millió |
| Barry és a JTB egy fiúbanda alapításával próbálják visszaszerezni fiatalságukat, de hamar rájönnek, hogy már nem gyerekek. Eközben Adam megkapja Erica belvárosi lakásának kulcsát, de rájön, hogy nem való neki a városi élet. |     |                                                    |                         |                                 |                      |             |
| 202. | 17. | The Strangest Affair of All Time                   | Lew Schneider           | Carly Garber & Aleah Welsh      | 2022. március 23.    | 2,94 millió |
| Amikor Murray elutazik, Jane Bales megpróbálja megragadni a hatalmat a bútorboltban, ami Beverlyt visszavágásra kényszeríti. Eközben Adam izgatottan értesül arról, hogy Dave Kim is a NYU-ra készül. Az izgalom rövid életű, amikor Adam mérlegeli, hogy milyen árat fizet a népszerűségéért, miután megállapodtak abban, hogy egyetemi szobatársak lesznek. |     |                                                    |                         |                                 |                      |             |
| 203. | 18. | School-ercise                                      | Lew Schneider           | Chris Bishop & Alex Barnow      | 2022. április 13.    | 2,95 millió |
| Mikor kiderül, hogy Beverly helyettesíti a William Penn Akadémia testnevelőtanárát, Adam vonakodik felvenni a jazz-testmozgás órát. Meglepődve tapasztalja, hogy élvezetet talál benne, egészen addig, amíg Beverlyt nem éri egy kínos incidens - ami Adam számára a végső megaláztatást okozza. Brea közbelép, hogy megmutassa Adamnek az anyja jó szándékát, aki végül a védelmére kel. Eközben Barry és Geoff azon kapják magukat, hogy mindketten ugyanarra az orvosi gyakorlatra jelentkeznek - ami konfliktust okoz barátságukban. |     |                                                    |                         |                                 |                      |             |
| 204. | 19. | Grand Theft Scooter                                | Nicole Treston Abranian | David Guarascio                 | 2022. április 20.    | 2,97 millió |
| Beverly úgy dönt, hogy csatlakozik Adamhez és Breához a várva várt tengerparti nyaralásukon Miamiban, hogy vigyázzon Papi egykori floridai ingatlanában lévő holmijaira. Az út során váratlanul belebotlanak Papi egyik exbarátnőjébe. Eközben Barry ünneplő öröme, miután átment az orvosi vizsgán, rövid életűvé válik, mert Erica megment egy férfit a fuldoklástól a pláza étkezdéjében, és ő lesz a nap hőse. |     |                                                    |                         |                                 |                      |             |
| 205. | 20. | Sunday Chow Fun Day                                | Nicole Treston Abranian | Mike Sikowitz                   | 2022. május 4.       | 2,98 millió |
| Közeleg Adam érettségije, Beverly pedig azon gondolkodik, hogy maradhatna továbbra is a William Penn Akadémia kvéker felügyelője. Döntése a Ball igazgatóval való örökös összetűzései miatt a fiát is befolyásolja. Eközben Erica megpróbál kibújni Schwartzék régi hagyományából, a vasárnapi közös vacsorából és az azt követő házimunkából. Hamarosan rájön, milyen fontos, hogy megtalálja az egyensúlyt a család és a házasság követelményei között. |     |                                                    |                         |                                 |                      |             |
| 206. | 21. | One Exquisite Evening with Madonna                 | Lew Schneider           | Alex Barnow & Chris Bishop      | 2022. május 11.      | 2,63 millió |
| Miután egy otthoni penészprobléma miatt (amit Erica szerteszét hagyott nedves törülközői okoznak) Erica és Geoff kénytelenek a Goldberg-házban maradni, Beverly úgy érzi, hogy eljött az első komoly feszültség a házasságukban. Ezért felhatalmazva érzi magát, hogy tanácsokat osztogasson a friss házasoknak. Közben közeleg Adam és Brea évfordulója, terveiket azonban keresztülhúzza Claire, Brea nővére, aki átejti Adamet. Mivel Brea szeretne időt tölteni a nővérével, Adam úgy dönt, hogy a közelgő Madonna-koncertre kettejük helyett hármójuknak vesz jegyet. Claire eladja a jegyeket és lelép a pénzzel, bánatot okozva húgának. |     |                                                    |                         |                                 |                      |             |
| 207. | 22. | Adam Graduates!                                    | Lew Schneider           | Alex Barnow & Chris Bishop      | 2022. május 18.      | 2,78 millió |
| Közeledik az érettségi napja, és mindenki, különösen Adam, készen áll - kivéve Beverlyt, aki nem igazán tud megbirkózni az üres családi fészek gondolatával. Eközben Geoff bátorításával Erica úgy dönt, hogy kipróbálja magát Cyndi Laupernél, mint egyszeri háttérénekesnő-helyettesítő. Végül az énekesi álmok feltámasztása nem valósul meg, de nagyobb és izgalmasabb új kezdetek várnak rá és Goldbergékre, amikor kiderül, hogy terhes. |     |                                                    |                         |                                 |                      |             |

### Tizedik évad (2022–2023)
| Sor. | Év. | Cím                        | Rendező                 | Író                             | Premier              | Nézettség   |
| --- | --- | -------------------------- | ----------------------- | ------------------------------- | -------------------- | ----------- |
| 208. | 1.  | If You Build It            | Lew Schneider           | Elizabeth Beckwith              | 2022. szeptember 21. | 2,53 millió |
| Mivel mindenki újra otthon él, a ház tele van Goldberg káoszával és ... Goldberg cuccokkal, ami a terhes Ericát az őrületbe kergeti, és arra készteti, hogy Beverly segítségét kérje a babának való rendrakáshoz. Eközben Adam és Barry kénytelenek megosztani egy hálószobát, hogy helyet csináljanak a gyerekszobának. Adam nem bírja elviselni, hogy Barry mennyire elviselhetetlen, ezért kitalálja a végső csínyt, hogy visszavágjon neki. |     |                            |                         |                                 |                      |             |
| 209. | 2.  | That's a Schwartz Man      | Lew Schneider           | David Guarascio                 | 2022. szeptember 28. | 2,14 millió |
| Mivel a család mindkét fele válaszokat vár Geoff és Erica terhességével kapcsolatban, úgy döntenek, hogy a baba nemét meglepetésként tartják meg. Egy Lou Schwartz által talált szonagram azonban váratlan felfedezést hozhat. Eközben Adam felbéreli Glascottot, hogy segítsen az anyjának megbirkózni a NYU-ra való távozásával; de amikor később meggondolja magát a főiskolára való indulással kapcsolatban, egy különleges híresség személyi asszisztenseként szerez munkát, hogy enyhítse a csapást, amikor Beverlynek eljut a halasztott beiratkozásáról szóló hír. |     |                            |                         |                                 |                      |             |
| 210. | 3.  | Jenkintown After Dark      | David Katzenberg        | Mike Sikowitz                   | 2022. október 5.     | 2,25 millió |
| Annak ellenére, hogy megígérte, hogy távolságot tart Breától, hogy mindketten megalapozhassák magukat a főiskolán, Adam felhívja őt, és ezzel Beverly teljesen kiborul. Eközben Joanne megkapja az áhított állást egy előkelő philadelphiai ügyvédi irodában, és Barry teljes mértékben kihasználja az új meló előnyeit, ami elvakítja őt a valóságtól. |     |                            |                         |                                 |                      |             |
| 211. | 4.  | Man of the House           | David Katzenberg        | Vanessa McCarthy                | 2022. október 12.    | 2,40 millió |
| Mivel mindenki a kisbabával van elfoglalva, Erica ballagását Beverly és Geoff fakó lelkesedéssel fogadja. Eközben Adam új állása veszélybe kerül, Barry pedig megpróbál a ház új ura lenni. |     |                            |                         |                                 |                      |             |
| 212. | 5.  | Uncle-ing                  | Jason Blount            | Mike Sikowitz                   | 2022. október 19.    | 2,32 millió |
| Az esedékesség közeledtével Erica túl van a kimerítő terhességen, és "babakirándulást" követel. Amikor a dolgok váratlan fordulatot vesznek, Geoffot bízzák meg azzal, hogy előkerítse azt, akire Ericának mindenkinél nagyobb szüksége van. Eközben Adam és Barry váratlan forrásokból kérnek tanácsot a "nagybácsisággal" kapcsolatban. |     |                            |                         |                                 |                      |             |
| 213. | 6.  | DKNY                       | Jason Blount            | Elizabeth Beckwith              | 2022. október 26.    | 2,58 millió |
| Geoff rémálma, hogy Beverly irányítja a babagondozási feladatokat, egy ugrálós-rémisztő komikus thrillerré változik. Eközben Adam izgatottan várja, hogy a Halloweent Dave Kim meglátogatásával töltse a New York-i egyetemen; érzései azonban megváltoznak, amikor rájön, hogy Dave Kim megújult. |     |                            |                         |                                 |                      |             |
| 214. | 7.  | Rhinestones and Roses      | Princess Monique        | David Guarascio                 | 2022. november 2.    | 2,54 millió |
| A countryzenei őrület eléri a várost, és mindenki táncra perdül; Adam új állást kap, de az időhiánya, amit Pop-Pop-pal tölthet, komikusan katasztrofális következményekkel jár. |     |                            |                         |                                 |                      |             |
| 215. | 8.  | Another Turkey in the Trot | Princess Monique        | Alex Barnow & Chris Bishop      | 2022. november 16.   | 2,64 millió |
| Hálaadás van, és senki sem zúzza úgy a pulyka napját, mint Beverly Goldberg; bár Murray elvesztése miatt ez az ünnep kicsit más érzés. Geoff és Erica stresszelnek az új baba miatt; és ami még aggasztóbb, egy váratlan Goldberg rokon érkezik. Mivel mindenki nagyon gyanakszik erre a váratlan látogatóra, a dolgok bármelyik pillanatban kisiklanak. |     |                            |                         |                                 |                      |             |
| 216. | 9.  | Million Dollar Reward      | Lew Schneider           | Mike Sikowitz                   | 2022. november 30.   | 2,52 millió |
| Adam lemond a heti Mama-Schmoo vacsora randiról, hogy együtt lógjon új kollégáival, akik között egy új, különleges hölgy is van. betegesen aggódik, hogy Adam túl gyorsan szaladgál a tömegben, előveszi a végső stoppot, hogy véget vessen az egésznek. Eközben Barry szembesül a rideg valósággal, hogy az orvosi egyetem keményebb, mint gondolta. |     |                            |                         |                                 |                      |             |
| 217. | 10. | Worst Grinch Ever          | Lew Schneider           | Vanessa McCarthy                | 2022. december 7.    | 2,51 millió |
| Amikor Erica ünnepi babajátékot vesz, Beverly teljesen átáll Grincsre, hogy ellopja a karácsonyt. Eközben Adam meglepő információkat fedez fel Breáról, és a JTB első ünnepi partijukat rendezi. |     |                            |                         |                                 |                      |             |
| 218. | 11. | Blade Runner: The Musical  | Princess Monique        | Erik Weiner                     | 2023. január 11.     | 2,63 millió |
| Adam kreativitása új lendületet ad egy új művészeti állás, ám túlbuzgó vezetői stílusa miatt Beverly valami elképzelhetetlen dologra készteti! Eközben Geoff fiatal apaként nehezen találja a JTB-vel való kapcsolatot. |     |                            |                         |                                 |                      |             |
| 219. | 12. | Amadoofus                  | Princess Monique        | David Guarascio                 | 2023. január 18.     | 2,69 millió |
| A család vegyes érzelmeitől eltekintve egy különleges valaki kifejezi rajongását Beverly iránt. Eközben Dave Kim izgalmas hírekkel tér vissza Jenkintownba. |     |                            |                         |                                 |                      |             |
| 220. | 13. | Moms Need Other Moms       | Nicole Treston Abranian | Aaron Kaczander                 | 2023. február 15.    | 2,26 millió |
| Erica világa kinyílik, amikor összebarátkozik egy másik fiatal anyukával; Barry és Adam összeállnak egy pénzkereső előadásra, amelyet egy fura '80-as évekbeli nevelési szórakoztatóművész ihletett. |     |                            |                         |                                 |                      |             |
| 221. | 14. | Two-Timing Goldbergs       | Nicole Treston Abranian | Andrew Secunda                  | 2023. február 22.    | 2,42 millió |
| Egy hónapnyi együttlét és néhány előítélet után Adam és Carmen megbeszélik kapcsolatuk állapotát; Erica egy régi barátja a városba látogat. |     |                            |                         |                                 |                      |             |
| 222. | 15. | The Crush                  | Christine Lakin         | Alison Wong                     | 2023. március 1.     | 2,27 millió |
| Barry impulzív döntést hoz, és hazugságon kapja magát; Beverly rajongása egy potenciális "különleges valaki" iránt az érzelmek hullámvasútját okozza. |     |                            |                         |                                 |                      |             |
| 223. | 16. | The Better Annie           | Christine Lakin         | Elizabeth Beckwith              | 2023. március 8.     | 2,46 millió |
| Adam-et, aki izgatottan várja, hogy bemutassa Carment a családjának, megdöbbenti egy korábbi incidens a lány és az egyik testvére között; Geoff segít Pop-Popnak javítani a szobatársi státuszán. |     |                            |                         |                                 |                      |             |
| 224. | 17. | A Flyer's Path to Victory  | Lea Thompson            | Vanessa McCarthy                | 2023. március 15.    | 2,46 millió |
| Amikor a Flyers bejut a Stanley Kupa döntőjébe, Barry babonás előírásokat vezet be, amelyeket a családnak követnie kell; Geoff kérésére Lou és Linda egy kis időt tölt Muriel-lel. |     |                            |                         |                                 |                      |             |
| 225. | 18. | Love Shack                 | Lea Thompson            | Andrew Secunda                  | 2023. április 5.     | 2,28 millió |
| Pop-Pop régi lakásában Adam felfedez egy tárgyat a múltból, és rájön, hogy több közös van bennük, mint gondolta; Erica és Geoff keresnek egy helyet, ahol élvezhetik a kettesben töltött pillanatokat. |     |                            |                         |                                 |                      |             |
| 226. | 19. | Flowers for Barry          | Melissa Kosar           | David Guarascio                 | 2023. április 12.    | 2,15 millió |
| Beverly felfedezi, hogy a felnőtt kapcsolatok bonyolult világa tele van aknamezőkkel, amikor megnyílik a randizás előtt; Barry új szenvedélyt fedez fel. |     |                            |                         |                                 |                      |             |
| 227. | 20. | Uptown Boy                 | Lew Schneider           | Peter Dirksen & Jonathan Howard | 2023. április 19.    | 2,39 millió |
| Erica válaszúthoz érkezett a jövőjét illetően, ezért a Baby Boomból merít ihletet, és kidolgoz egy tervet, hogy mindent megkapjon; Adam újraforgatja az "Uptown Girl" klipet, találkozik Carmen apjával, és megtanulja, hogy inkább "belvárosi ember" legyen. |     |                            |                         |                                 |                      |             |
| 228. | 21. | Push It                    | Lew Schneider           | Chris Bishop & Alex Barnow      | 2023. április 26.    | 2,07 millió |
| A dolgok végre jól alakulnak Adam számára, egészen addig, amíg nem kap egy levelet a NYU-tól, ami mindent megváltoztathat; amikor Barry megtudja, hogy a JTB-nek vannak más barátai is a csapatukon kívül, attól tart, hogy a csapatuknak vége. |     |                            |                         |                                 |                      |             |
| 229. | 22. | Bev to the Future          | Melissa Kosar           | Mike Sikowitz                   | 2023. május 3.       | 3,54 millió |
| Amikor Adam elviszi Beverlyt a középiskolai osztálytalálkozójára, megpróbálja megakadályozni, hogy a nő rossz férfinál kössön ki, Barry és Joanne meglepő döntést hoznak, hogy bebizonyítsák kapcsolatuk komolyságát. |     |                            |                         |                                 |                      |             |